# Liste von Persönlichkeiten der Stadt Stralsund
Die Liste von Persönlichkeiten der Stadt Stralsund führt chronologisch nach dem Jahrhundert der Geburt Personen auf, die
- in Stralsund geboren oder
- in Stralsund gestorben oder
- durch ihr Handeln in und um Stralsund bedeutsam für die Geschichte der Hansestadt Stralsund waren.

Die Hansestadt Stralsund, im Jahr 1234 mit Lübischem Stadtrecht versehen, war im Lauf ihrer Geschichte Schauplatz vieler bedeutender Ereignisse. Sie war zudem eine der bedeutendsten Städte der Hanse, später Mittelpunkt Schwedisch-Pommerns und einer der Hauptorte Pommerns. Als solche verfügte sie über eine große wirtschaftliche und militärische Bedeutung. Daher war Stralsund auch immer eine Stadt, in der bedeutende Persönlichkeiten lebten und wirkten. Viele später zu Bedeutung gelangte Personen wuchsen hier auf und erhielten im Gymnasium Stralsund ihr Grundwissen.
In der Aufzählung sind auch Bürgermeister und Oberbürgermeister enthalten; eine ausführlichere Auflistung dieser Personen steht unter Liste der Bürgermeister und Oberbürgermeister von Stralsund. Nicht aufgeführt sind die rügenschen und pommerschen Herrscher, siehe dazu die Liste der Herzöge von Pommern und Liste der rügenschen Fürsten.

## 14. Jahrhundert

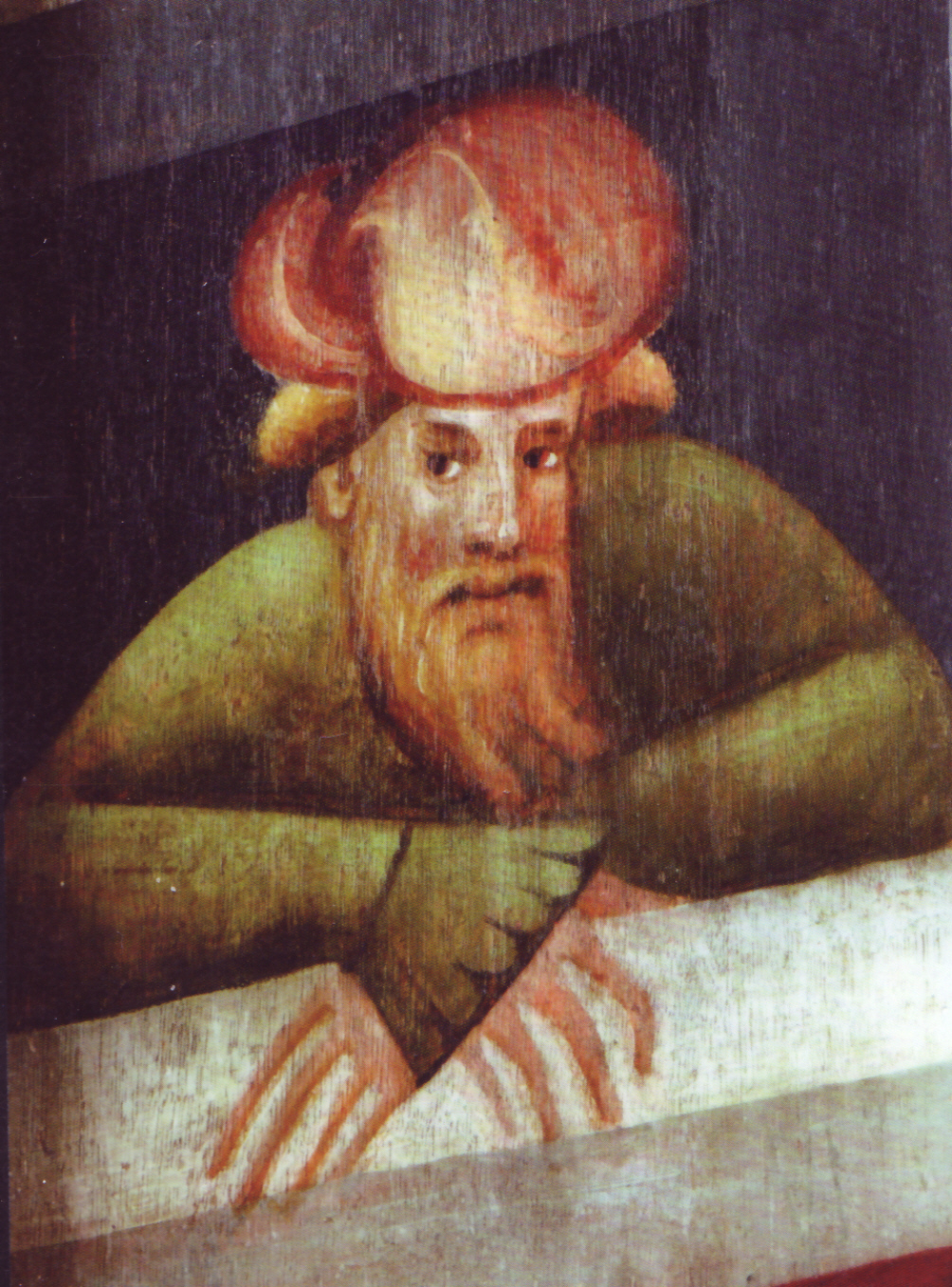
Nikolaus Lilienfeld

- Nikolaus Lilienfeld († nach 1394)

Uhrmacher, Ingenieur und Astronom. Er erbaute und vollendete 1394 die Astronomische Uhr in St. Nikolai (Stralsund) und wird auf Grund von Formenvergleichen als Erbauer weiterer Monumentaluhren im Ostseeraum vermutet. Sein in Stralsund überliefertes Bildnis gilt als das älteste Uhrmacherporträt im deutschen Sprachraum.
- Karsten Sarnow († 1393)

Der Gewandschneider, der sich auch im Kampf gegen Piraten auf der Ostsee einen Namen gemacht hatte, übernahm 1390 das Bürgermeisteramt. Er erzwang 1391 eine Reform der Stralsunder Stadtverfassung. Zwei Jahre später ließen die Patrizier Sarnow hinrichten.
- Bertram Wulflam († 1394)

Wulflam war von 1364 bis 1391 Bürgermeister von Stralsund. Er entstammte der gleichnamigen Kaufmannsfamilie. An die große Bedeutung der Wulflams für Stralsund, die 1370 im Frieden von Stralsund ihren Ausdruck fand, erinnert das Wulflamhaus, ein imposantes Giebelhaus, gegenüber dem Rathaus gelegen. Das Ufer des Frankenteichs wurde ihm zu Ehren Wulflamufer genannt.

## 15. Jahrhundert

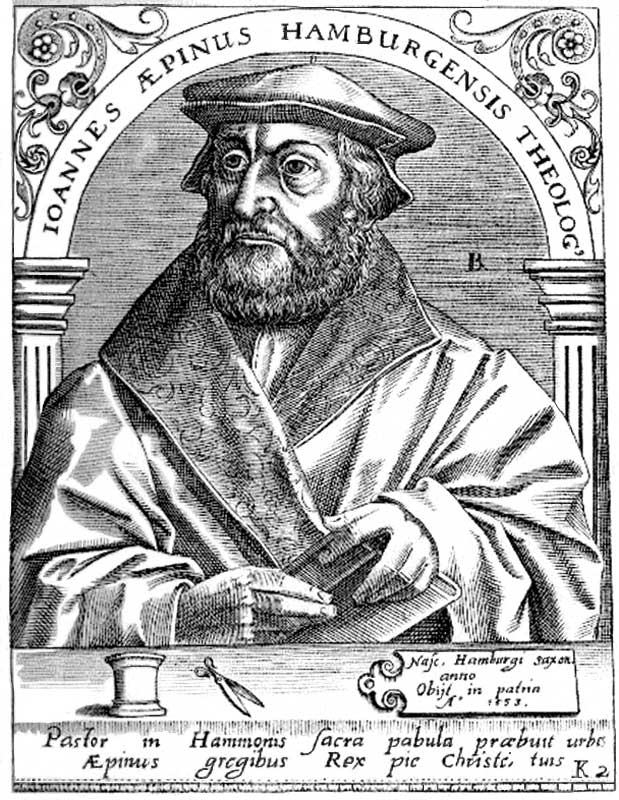
Johannes Aepinus

- Otto Voge (* 1419; † 1475)

War seit 1432 Mitglied des Stralsunder Rates. Er wurde 1443 zum Bürgermeister gewählt und erwarb sich große Verdienste um die Verwaltung und Befestigung der Stadt.
- Sabel Siegfried (* 1437; † 1491)

Der gebürtige Stralsunder war Ratsherr und Bürgermeister in der Hansestadt Stralsund. Als Jurist war er als Gutachter im Stettiner Erbfolgekrieg tätig.
- Wichmann Kruse (* 11. Januar 1464; † 1534)

Der römisch-katholische Theologe lehrte als Rechtswissenschaftler kanonisches Recht und  führte insgesamt neunmal das Rektorat der Universität Greifswald.
- Johann Berckmann (geb. im letzten Viertel des 15. Jahrhunderts; † 12. März 1560)

Der wahrscheinlich aus Stralsund stammende Theologe und Chronist predigte in Stralsund die Lehre der Reformation. Er verfasste eine Stadtchronik, die die Jahre 1510 bis 1560 umfasst.
- Christian Ketelhot (* um 1492; † 1542)

Der Theologe war einer der Reformatoren der Stadt. Er folgte 1535 Johannes Knipstro auf dem Posten des Superintendenten.
- Johannes Knipstro (* 1. Mai 1497; † 4. Oktober 1556)

Der Theologe und Reformator war u. a. in Stralsund als evangelischer Prediger tätig. Seine Verkündigung hatte die Folge, dass die Evangelischen im Stadtregiment die Mehrheit bekamen. Stralsund wurde eine evangelische Stadt. Johannes Aepinus stellte die Kirchenordnung auf, die sogleich durchgeführt wurde. Während er zunächst noch Diakonus an St. Marien war, sollte er bald 1. Pfarrer an St. Nikolai werden. Von hier aus unternahm er zahlreiche Reisen, um für die Reformation in der pommerschen Kirche tätig zu sein. Unter den pommerschen Predigern stand er an erster Stelle.
- Roloff Möller (* 1498; † 1529)

Der Stralsunder Patrizier war Bürgermeister der Stadt
- Johannes Aepinus (* 1499; † 13. Mai 1553)

Der Theologe war hier von 1524 bis 1528 Rektor einer Privatschule auf dem St. Johanniskirchhof. Vom Rat der Stadt Stralsund wurde Aepinus mit der Ausarbeitung einer reformistischen Kirchenordnung beauftragt, die am 5. November 1525 eingeführt wurde und als erste evangelische Kirchenordnung bekannt ist.
- Zutfeld Wardenberg († 1527)

Wardenberg entstammte einer alten Stralsunder Patrizierfamilie und war an 1516 de facto Bischof von Schwerin.

## 16. Jahrhundert

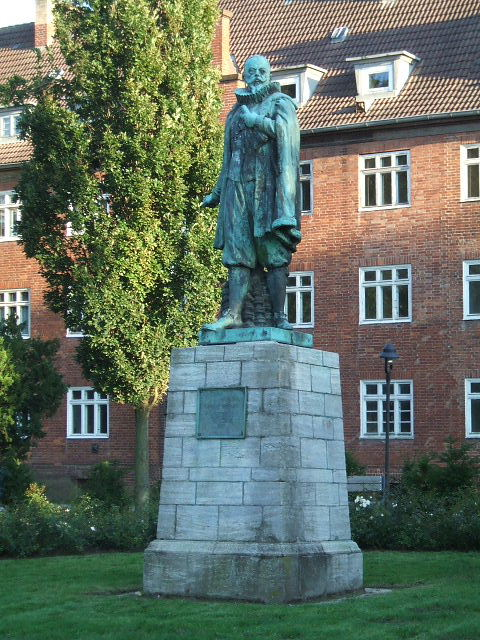
Denkmal für Lambert Steinwich von Wilhelm Jacobi

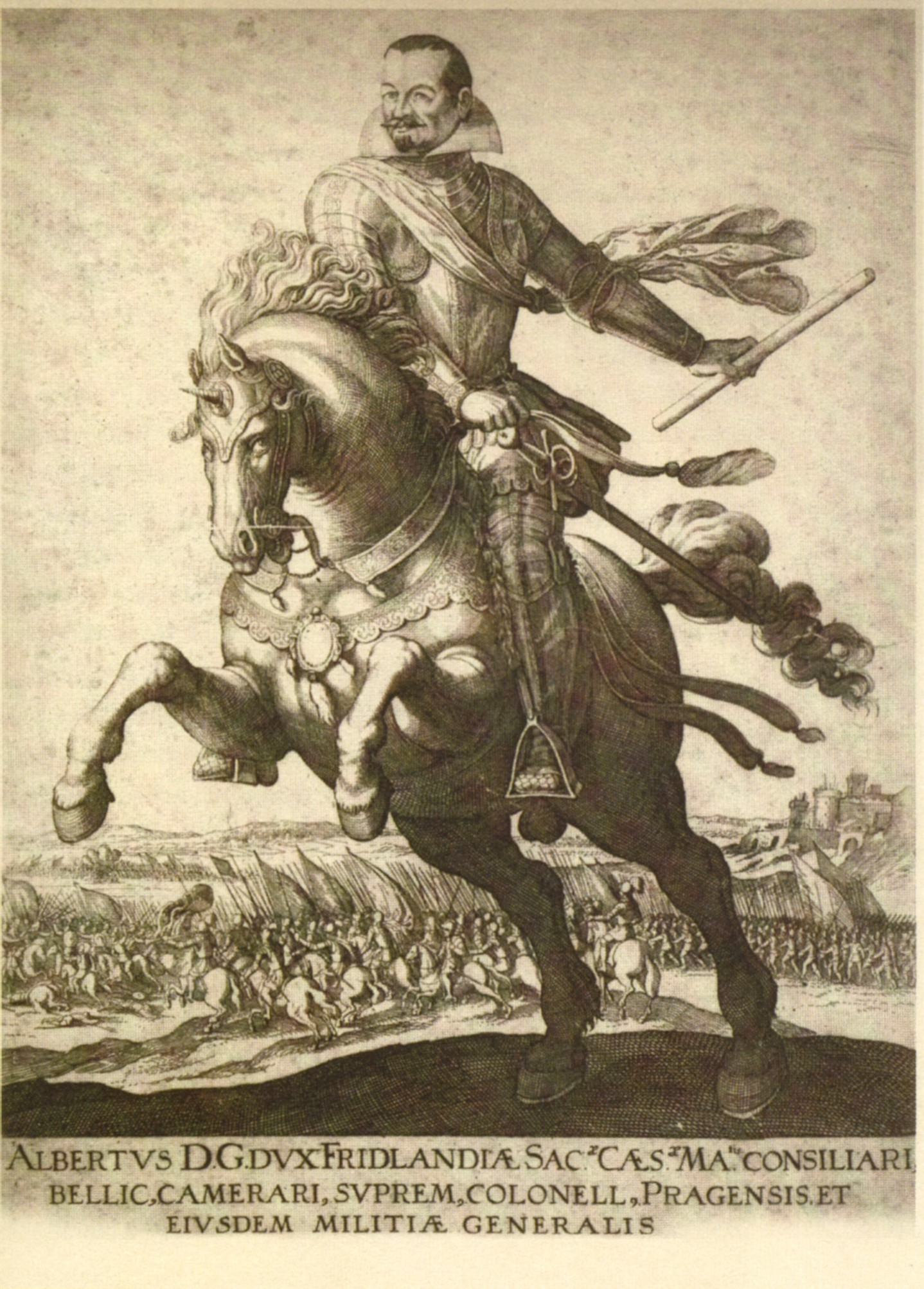
Wallenstein

- Nikolaus Gentzkow (* 6. Dezember 1502; † 24. Februar 1576)

Der Jurist und Chronist war 20 Jahre lang Bürgermeister von Stralsund. Sein Tagebuch liefert eine genaue Beschreibung des damaligen Lebens.
- Thomas Kantzow (* um 1505; † 25. September 1542)

Der gebürtige Stralsunder war ein deutscher Chronist und Historiker. Er sammelte historische Nachrichten über Pommern. Dabei hat er unter anderem die Pommeria von Johannes Bugenhagen weiterentwickelt, so dass er sich durch seine Arbeit einen Platz in der deutschen Geschichtsliteratur gesichert hat. Seine niederdeutsche Schrift mit dem Titel „Fragmenta der pommerischen Geschichte“ war die erste deutsche Chronik von Pommern die vom Anfang der Geschichte Pommerns bis zum Jahre 1534 reichte. Diese wandelte er 1538 in eine hochdeutsche Chronik, die elf Bücher umfasst.
- Statius von Düren (* 1520; † 1570)

Der Terrakottabildhauer schuf u. a. Wandfliesen am Minervahaus am Alten Markt.
- Bartholomäus Sastrow (* 21. August 1520; † 7. Februar 1603)

Sastrow übersiedelte 1555 nach Stralsund, wo er 1562 Stadtrat und 1578 Bürgermeister wurde. Seine Autobiographie „Bartholomäi Sastrowen Herkommen, Geburt und Lauf seines ganzen Lebens (1595–96)“ gilt als das bedeutendste Werk autobiographischer Prosa des 16. Jahrhunderts.
- Hippolytus Steinwehr († 1529)

Der aus einem pommerschen Rittergeschlecht stammende Priester hatte ab 1521 das Oberpfarramt in Stralsund inne.
- Zacharias Orth (* um 1530; † 2. August 1579 in Barth)

Der Klassischer Philologe, Hochschullehrer und neulateinischer Dichter des Deutschen Humanismus wurde in Stralsund geboren,
- Salomon Gesner (* 8. November 1559; † 7. Februar 1605)

Der evangelische Theologe war von 1592 bis 1593 am hiesigen Gymnasium und beim Pfarrer beschäftigt.
- Elias Herlitz (* um 1566; † 6. Februar 1615)

Herlitz war von 1591 bis zu seinem Tod Organist an der Nikolaikirche (Stralsund).
- Lambert Steinwich (* 19. Mai 1571; † 13. August 1629)

Der deutsche Jurist, Diplomat und Politiker war von 1616 bis 1629 Bürgermeister von Stralsund. Während der Belagerung von Stralsund im Dreißigjährigen Krieg 1628 führte er die Verhandlungen mit Albrecht von Wallenstein. Gleichzeitig verhandelte Steinwich heimlich mit Dänen und Schweden, mit deren Hilfe Stralsund erfolgreich verteidigt werden konnte. Heute erinnert ein von Bildhauer Wilhelm Jacobi geschaffenes Denkmal am Wulflamufer an ihn. Des Weiteren tragen eine Stralsunder Schule und Straße seinen Namen.
- Jakob Liefer (* 1571; † 1655)

Der Pfarrer, der u. a. die Kirche Voigdehagen betreute, verfasste 1639 das Epos Bellum Sundense, das die Belagerung Stralsunds durch fürstliche Truppen im 14. Jahrhundert behandelte.
- Petrus Bestenbostel (* 24. August 1572; † 6. März 1624)

Der in Stralsund geborene Bestenbosel war Jurist.
- Axel Oxenstierna (* 16. Juni 1583; † 28. August 1654)

Der schwedische Kanzler half den Stralsunder Verteidigern bei der Abwehr der Belagerung durch Wallenstein im Jahr 1630.
- Johannes Corvinus (* 4. August / 14. August 1583; † 27. März 1646)

Der lutherische Theologe war Anfang des 17. Jahrhunderts Diakon an der Nikolaikirche in Stralsund.
- Wallenstein (* 24. September 1583; † 25. Februar 1634)

Der für die Katholische Liga des Kaisers kämpfende Feldherr Albrecht Wenzel Eusebius von Waldstein belagerte 1628 vergeblich die Stadt, die bei der Verteidigung schwedische Unterstützung erhielt und in der Folge für fast 200 Jahre zu Schweden gehörte. Wallenstein wird der Ausspruch zugeschrieben: „Und sei die Stadt mit Ketten an den Himmel geschmiedet – ich werde sie herunterholen!“ Das Wallensteinfest ist heute das bedeutendste historische Fest in Mecklenburg-Vorpommern.
- Joachim Andreae (* um 1586; † 2. Mai 1655)

Der in Stralsund geborene Andreae ging zum Studium in die Niederlande. Er wurde Professor der Rechte an der Universität Franeker und war anschließend mehr als 25 Jahre Richter am Hohen Rat, dem obersten Gericht Frieslands. Er reiste während des Dreißigjährigen Krieges als Diplomat zu Verhandlungen nach Polen, Dänemark und Schweden. Als Präsident der Generalstaaten unterzeichnete er 1648 die Ratifikationsurkunde zum Frieden von Münster.
- Joachim von Braun (* 1587; † 1659)

Der Rechtsgelehrte war Gesandter der Stadt Stralsund bei den Verhandlungen in Osnabrück, die 1648 zum Westfälischen Frieden geführt haben.
- Heinrich von Holk (* 1599; † 9. September 1633)

Der Offizier verteidigte 1628 Stralsund gegen Wallenstein.
- Friedrich Stellwagen (* Februar 1600; † März 1660)

Nachdem Stellwagen 1651–1653 seinen ersten Neubauauftrag in der Hansestadt Stralsund abgeschlossen hatte (in der Johannskirche) und an der Orgel der Jakobikirche Instandhaltungsarbeiten ausgeführt hatte, schuf er in der Marienkirche einen noch heute erhaltenen Eigenbau.

## 17. Jahrhundert

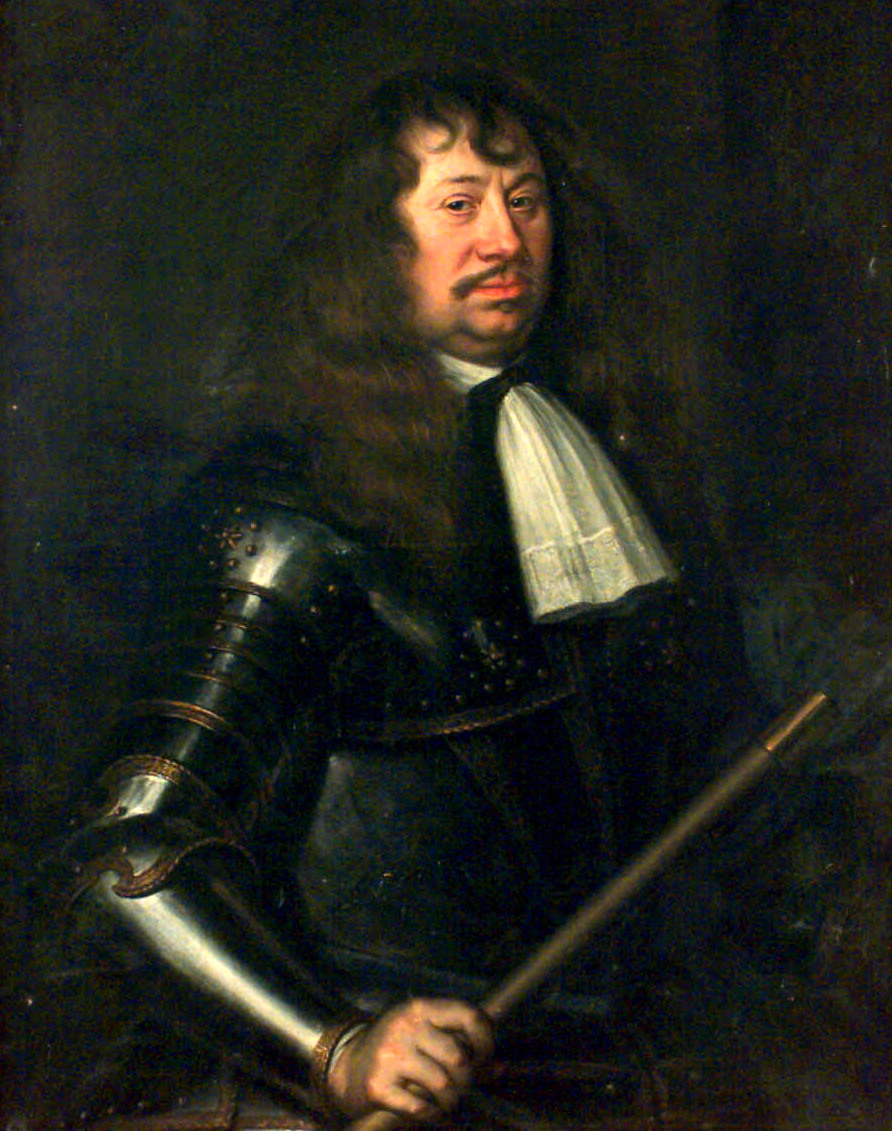
Carl Gustav Wrangel

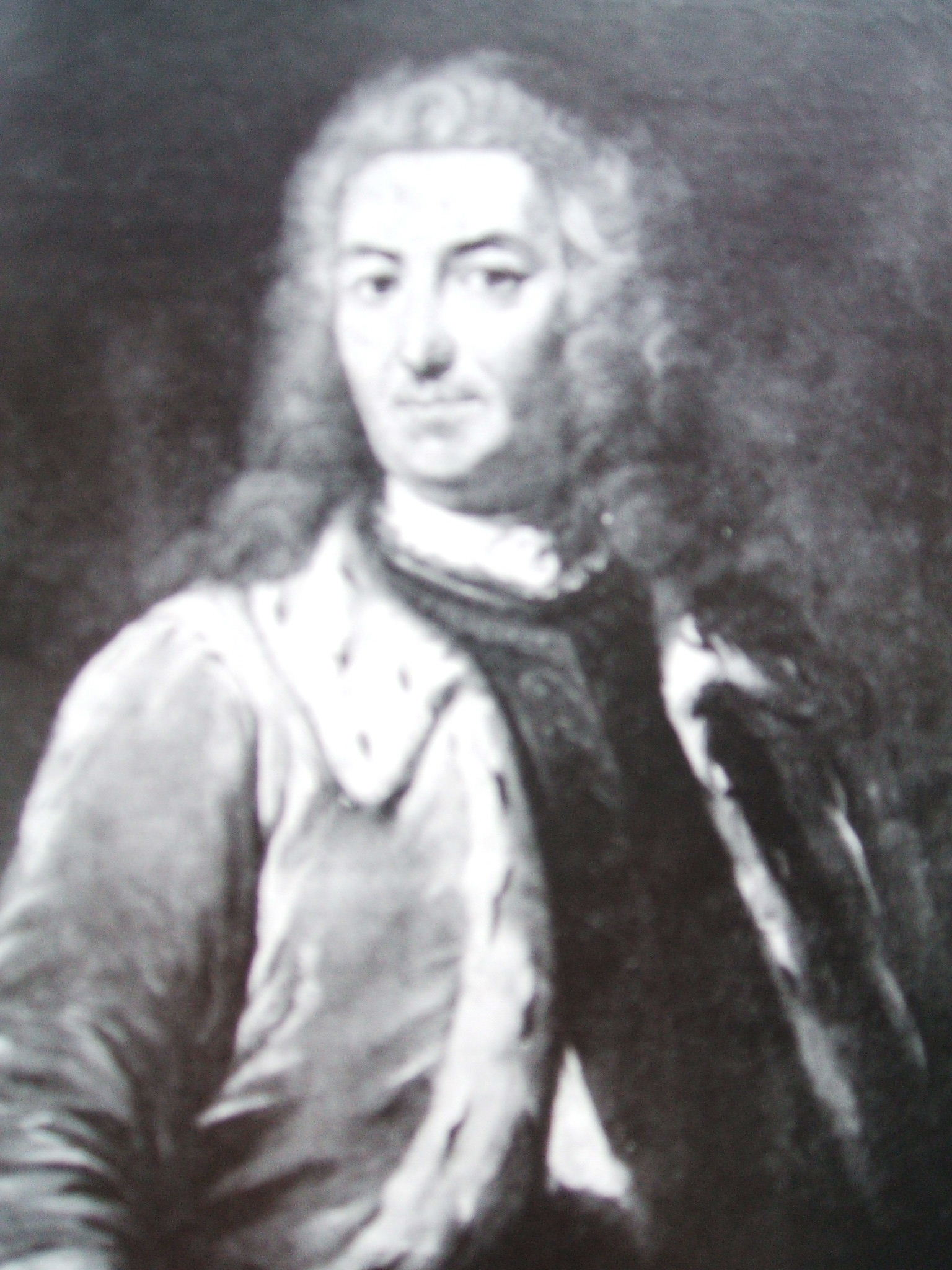
Axel von Löwen

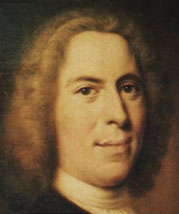
Nikolaus Ludwig Graf von Zinzendorf

- Johann Friedrich Coch (* 1624; † 1683)

Ratsherr und Bürgermeister von Stralsund
- Joachim Christian Coch (* vor 1647; † 1713)

Rechtsgelehrter, Richter am Wismarer Tribunal
- Johann Vierdanck (* 1605; † 1. April 1646)

Der aus Dresden stammende Organist kam 1635 nach Stralsund und arbeitete bis zu seinem Tod im Jahr 1646 als Organist in der Marienkirche.
- Caspar Movius (* 26. Oktober 1610; † 24. Januar 1671)

Der Kirchenmusiker und Komponist wurde 1624 als Subrektor an das Gymnasium nach Stralsund berufen. Bis zu seinem Tode im Jahre 1667 wirkte er dort als Konrektor.
- Carl Gustav Wrangel (* 5. Dezember 1613; † 24. Juni 1676)

Der schwedische Feldmarschall war von 1648 bis zu seinem Tod im Jahr 1676 Generalgouverneur von Schwedisch-Pommern. In den Jahren 1660 bis 1665 ließ Wrangel in Stralsund in der dortigen Heilgeiststraße das “Wrangelsche Palais” errichten.
- Nicodemus Tessin d. Ä. (* 1615; † 1681)

Der gebürtige Stralsunder war Architekt und Baumeister. Er ging bereits in jungen Jahren nach Schweden, zu dem Stralsund zu dieser Zeit gehörte.
- Fabian von Fersen (* 7. Februar 1626; † 30. Juli 1677)

Fabian von Fersen war von 1659 bis 1662 königlich schwedischer Oberkommandant in Stralsund.
- Augustinus Balthasar (* 23. September 1632; † 26. November 1688)

Der evangelische Theologe wurde als Pfarrer nach Stralsund berufen. Hier wurden ihm lukrative Angebote zum Wechsel nach Schweden an den Königshof unterbreitet, die er jedoch ausschlug. 1680 wurde er Generalsuperintendent in Pommern.
- Hans Adam von Schöning (* 1. Oktober 1641; † 28. August 1696)

Der kurbrandenburgische und kursächsische Feldmarschall war im Krieg gegen Schweden 1675–1679 an der Eroberung Stralsunds beteiligt.
- Franz Wolff (* 13. Oktober 1644; † 23. Juni 1710)

Der lutherische Theologe war Professor für Logik, später für Theologie an der Universität Rostock. Pastor war er in Rostock und in Hamburg.
- Georg Detharding (* 2. Februar 1645; † 11. März 1712)

Der gebürtige Stettiner war von 1677 bis 1679 in Stralsund als Arzt tätig.
- Philipp Jakob Hartmann (* 26. März 1648; † 28. März 1707)

Der Mediziner, Historiker und Hochschullehrer war Mitglied der Gelehrtenakademie Leopoldina.
- Carl Gustaf Rehnskiöld (* 6. August 1651; † 29. Januar 1722)

Der schwedische General und Feldmarschall wurde 1651 im damals zu Schweden gehörenden Stralsund geboren.
- Dubislav Gneomar von Natzmer (* 1654; † 1739)

Der preußische General wurde nach der Eroberung von Stralsund zum General der Kavallerie befördert.
- Henning von Stralenheim (* 21. Juli 1665; † 15. September 1731)

Der schwedische Diplomat wurde als Henning Vieth in Stralsund geboren.
- Jakob Heinrich Graf von Flemming (* 3. März 1667; † 30. April 1728)

Der Feldmarschall belagerte 1711 die Stadt.
- Christian Georg Vick, auch: Christian Vicken (* 29. September 1668; † 8. Oktober 1739)

Er war Kunstmeister, Amts- und Landbauschreiber, Autor sowie Amts- und Landbaumeister.
- Johann Friedrich Eosander von Göthe (* August 1669; † 22. Mai 1728)

Der Architekt, Baumeister und Generalmajor verteidigte 1715 die Stadt.
- Friedrich Wilhelm von Dossow (* 17. Dezember 1669; † 28. März 1758)

Der spätere General nahm 1715 als Generaladjutant des Fürsten Leopold von Dessau an der Belagerung Stralsunds teil.
- Georg Detharding (* 13. Mai 1671; † 23. Oktober 1747)

Der in Stralsund Geborene war Mediziner und lehrte an den Universitäten in Rostock und Kopenhagen.
- Gregor Langemak (* 10. November 1671; † 1. Juni 1737 in Stralsund)

Der Theologe war Pastor an der Nikolaikirche (Stralsund) und Archivar im Stralsunder Ratsarchiv.
- Friedrich Heinrich von Seckendorff (* 5. Juli 1673; † 23. November 1763)

Der später zum Feldmarschall beförderte Friedrich Heinrich von Seckendorff war als Befehlshaber sächsischer Truppen 1715 bei der Eroberung Stralsunds beteiligt.
- Gottfried von Cochenhausen (* 1674; † 1738)

Der gebürtige Stralsunder war Landrentmeister in Schwedisch-Pommern. Er war ein Sohn des Ratsherren und späteren Stralsunder Bürgermeisters Johann Friedrich Coch.
- Christoph Pyl (* 12. Oktober 1678; † 20. September 1739)

Christoph Pyl war Rektor am hiesigen Gymnasium. Der Pädagoge entstammte einer alten Stralsunder Patrizierfamilie.
- Hans Heinrich von Katte (* 16. Oktober 1681; † 31. Mai 1741)

Der Generalfeldmarschall belagerte Stralsund im Jahr 1715.
- Elias Keßler (* um 1685; † 26. Januar 1730)

Elias Keßler war einer der bedeutendsten Bildhauer seiner Zeit in der Region Pommern. Er schuf zahlreiche Ausstattungen von Kirchen der Region.
- Jacques Égide Duhan de Jandun (* 14. März 1685; † 3. Januar 1746)

Bei der Belagerung von Stralsund fiel Duhan durch besondere Tapferkeit dem preußischen König Friedrich Wilhelm I. auf, der ihn daraufhin zum Erzieher seines damals vierjährigen Sohnes, des Kronprinzen Friedrich, ernannte.
- Christoph Raupach (* 5. Juli 1686; † 19. April 1758)

Der aus dem Herzogtum Schleswig stammende Raupach war Organist in St. Nikolai in Stralsund. Er war der Vater von Gerhard Christoph Raupach (1708–1759) und Hermann Friedrich Raupach (1728–1778).
- Axel Graf von Löwen (* 1. November 1686; † 25. Juli 1772)

Der Generalgouverneur Schwedisch-Vorpommerns war Stifter einer bedeutenden Literatursammlung im heutigen Stadtarchiv Stralsund. Nach ihm wurde ein Tagungssaal im Rathaus Stralsund sowie sein damaliger Wohnsitz, das Löwensche Palais benannt.
- Joachim Daniel von Jauch (* 22. März 1688; † 3. Mai 1754)

Der Offizier belagerte 1711 die Stadt.
- Adolf Gideon Bartholdi (* 11. Oktober 1688; † 13. Februar 1768)

Der Pädagoge wurde 1740 zum Rektor in Stralsund berufen. Ab 1750 verfasste er eine Geschichte des Stralsunder Gymnasiums.
- Moritz Graf von Sachsen (* 28. Oktober 1696; † 30. November 1750)

Der deutsche Feldherr in französischen Diensten belagerte 1711 die Stadt.
- Johann Baptist Xavery (* 30. März 1697; † 19. Juli 1742)

Der niederländische Barockbildhauer gestaltete 1732 das Grabmal des Grafen Lilienstedt in der Marienkirche. Dieses gilt als das bedeutendste Marmorbildwerk des Barock in Pommern.
- Nikolaus Ludwig von Zinzendorf (* 26. Mai 1700; † 9. Mai 1760)

Der lutherische Theologe und Gründer der Herrnhuter Brüdergemeine legte 1734 in Stralsund die Rechtgläubigkeitsprüfung ab.

## 18. Jahrhundert

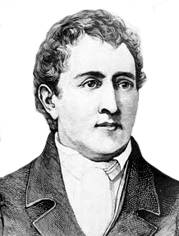
Carl Wilhelm Scheele

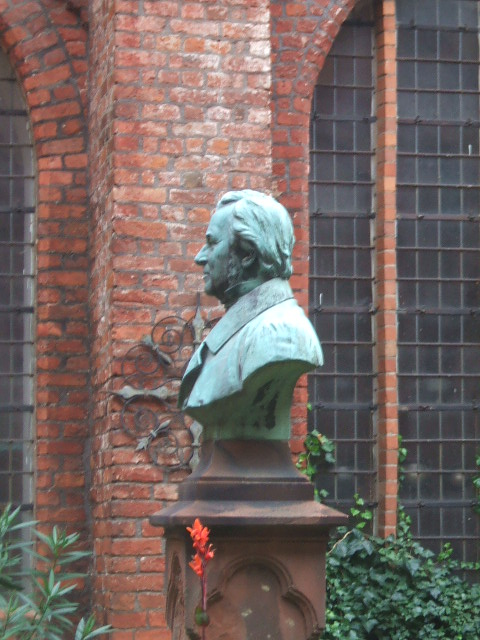
Büste von Ernst Moritz Arndt im Katharinenkloster, dem Ort seines Gymnasiums

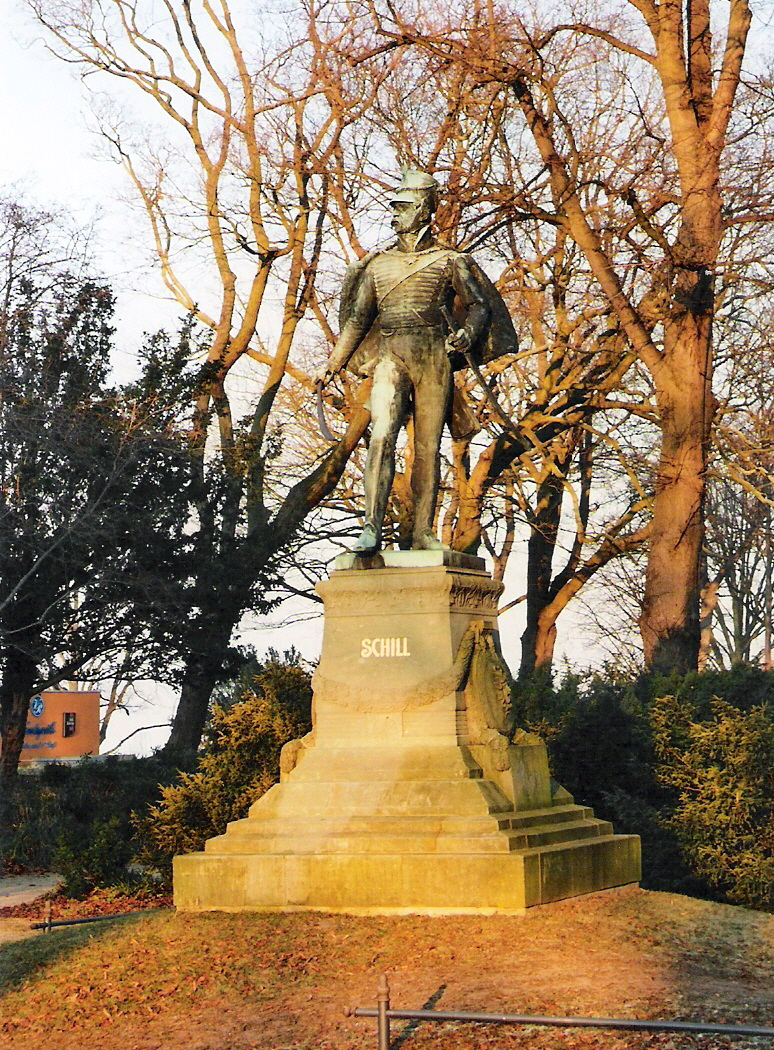
Denkmal für Ferdinand von Schill

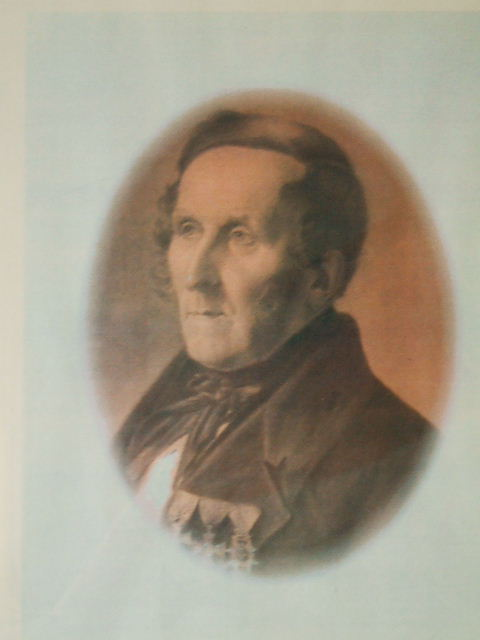
Diedrich Johann Longé

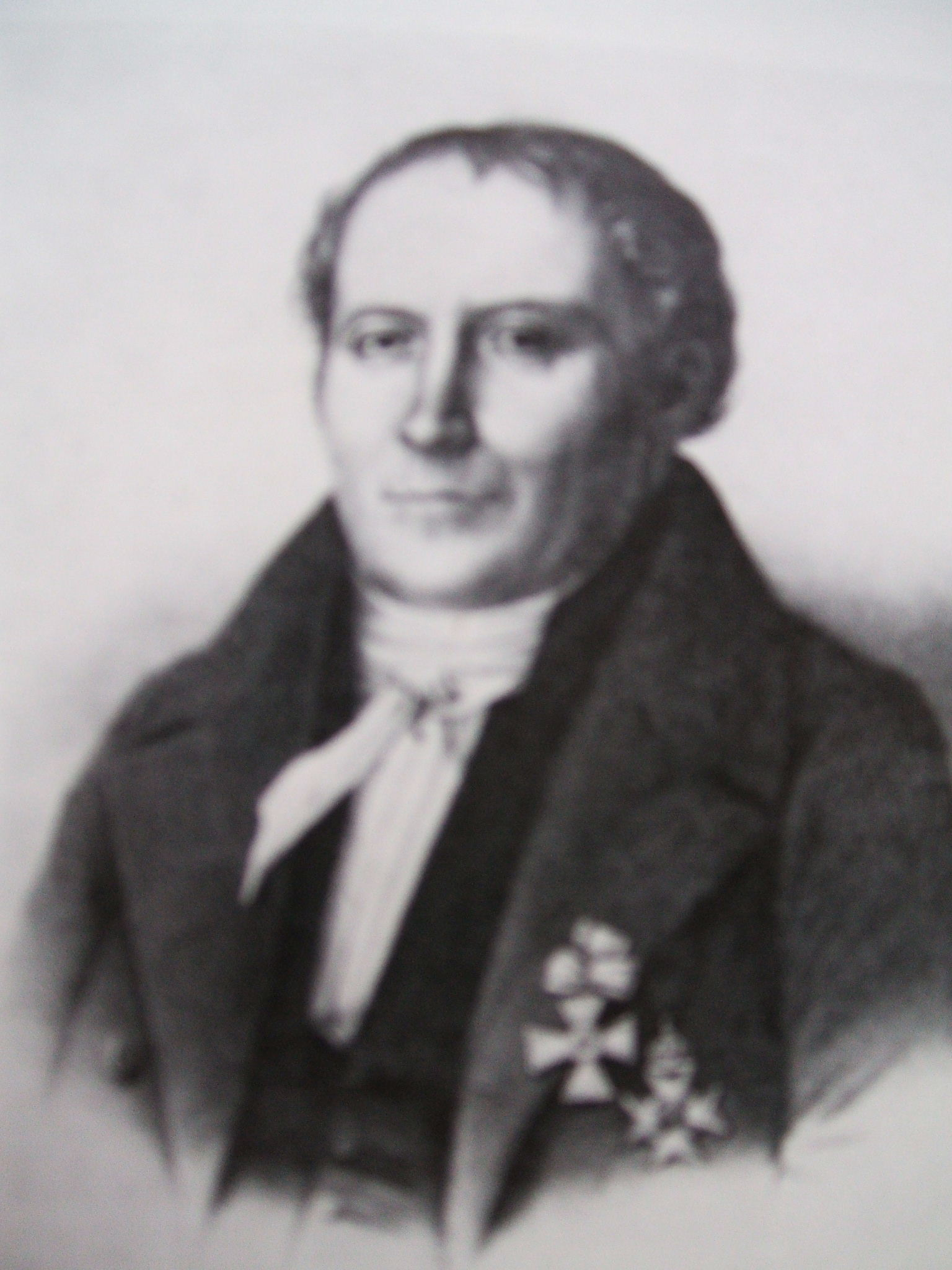
Gottlieb Christian Mohnike

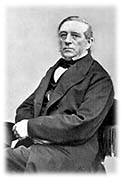
Johan Carl Kempe

- Gerhard Christoph Raupach (* 1708; † 1759)

Der gebürtige Stralsunder war Organist an der Marienkirche. Er war ein Sohn von Christoph Raupach.
- Christian Andreas Cothenius (* 14. Februar 1708; † 5. Januar 1789)

Der Arzt und Schriftsteller besuchte in Stralsund die Schule.
- Christoph Andreas Büttner (* 1708; † 24. Oktober 1774)

Der Pädagoge war 20 Jahre lang Rektor am Stralsunder Gymnasium.
- Niclas Henrich Baumann (* 1709; † nach 1772)

preußischer Beamter und Oberbürgermeister von Goch.
- Baltzar Achates von Platen (* 17. November 1712; † 26. Oktober 1782), schwedischer Oberst und Chef des Regiment „Spens“

Der gebürtige Stralsunder war Angehöriger der pommerschen Herren von Platen und kämpfte im Siebenjährigen Krieg in Pommern
- Marc-René de Montalembert (* 16. Juli 1714; † 26. März 1800)

Während des Siebenjährigen Kriegs war er zwei Jahre französischer Kommissar bei den russischen und schwedischen Truppen und leitete die Verstärkung der Stralsunder Stadtbefestigungen.
- Johann Joachim Spalding (* 1. November 1714; † 25. Mai 1804)

Der deutsche protestantische Theologe und Popularphilosoph war der Sohn des Pastors von Tribsees und besuchte das Gymnasium in Stralsund.
- Johann Carl Dähnert (* 10. November 1719; † 5. Juli 1785)

Der gebürtige Stralsunder besuchte das Gymnasium der Stadt im ehemaligen Katharinenkloster.
- Jakob Freese (* 1720; † 28. Januar 1778)

Der in Stralsund geborene Holzbildhauer hatte seine Werkstatt in Stralsund. Von ihm stammen zahlreiche sakrale Ausstattungsstücke des Rokoko.
- Fredrik Henrik af Chapman (* 9. September 1721; † 19. August 1808)

Der schwedische Schiffbaumeister und Vize-Admiral arbeitete 1760–62 in Stralsund. Er gilt als Begründer des wissenschaftlich fundierten Schiffsentwurfs. Sein Hauptwerk „Architectura Navalis Mercatoria“ von 1768 kann als Original im Stadtarchiv Stralsund besichtigt werden.
- Ernst Julius Marx (* 28. November 1728; † 25. März 1799)

Der Orgelbauer sanierte 1775 die Stellwagen-Orgel in der Marienkirche.
- Hermann Friedrich Raupach (* 21. Dezember 1728; † Dezember 1778)

Der gebürtige Stralsunder war Komponist und lebte in Sankt Petersburg, Hamburg und Paris. Er war ein Sohn von Christoph Raupach.
- Ehrenfried Christian Colberg (* 28. August 1729; † 16. Januar 1804)

Der gebürtige Stralsunder wirkte nach Studium in Jena und Göttingen als evangelisch-lutherischer Geistlicher in seiner Heimatstadt, von 1792 bis 1804 als Superintendent.
- Johann David von Reichenbach (* 1732; † 1807)

Der Aufklärer und Reformer war oberster Finanzbeamter in Schwedisch-Pommern. Er stiftete dem Stralsunder Gymnasium eine Medaille für strebsame Schüler.
- Thomas Heinrich Gadebusch (* 11. August 1736; † 2. April 1804)

Der Staatsrechtler und Historiker wuchs in Stralsund auf und besuchte hier auch das Gymnasium.
- Anna Christina Ehrenfried von Balthasar (* 24. Januar 1737; † 5. Juli 1808)

Die gebürtig Stralsunderin war eine der wenigen Frauen, denen im 18. Jahrhundert ein Akademischer Grad verliehen wurde.
- Carl Wilhelm Scheele (* 19. Dezember 1742; † 21. Mai 1786)

Der gebürtige Stralsunder war ein bedeutender Apotheker und Chemiker. Er ging in mehreren Städten des schwedischen Kernlands, wie Stockholm und Uppsala, seinen Forschungen nach und entdeckte dort u. a. den Sauerstoff.
- David Wilhelm Warnekros (* 15. Juni 1743; † 18. November 1809)

Der gebürtige Stralsunder war ein deutscher Rechtsgelehrter und Konsistorialdirektor.
- Johann von Ewald (* 20. März 1744; † 25. Juni 1813)

Der Offizier kämpfte hier 1809 gegen Ferdinand von Schill.
- Christian Heinrich Groskurd (* 2. Juni 1747; † 7. Februar 1806)

Groskurd war zunächst als Konrektor, später als Rektor des Stralsunder Gymnasiums tätig. Zu seinen Schülern zählte auch Ernst Moritz Arndt.
- Johann Christoph Ziemssen (* 6. Oktober 1747; † 17. August 1824)

Der evangelische Theologe wurde in Stralsund geboren und besuchte hier bis Ostern 1766 das Gymnasium. Ab 1812 wirkte als letzter Generalsuperintendent für Pommern und Rügen (1828 wurde bestimmt, dass die Generalsuperintendentur in Vorpommern aufgehoben wird). Er hielt anlässlich der Übergabe des bis dato zu Schweden gehörenden Stralsund an Preußen die Festpredigt.
- Christian Ehrenfried Weigel (* 24. Mai 1748; † 8. August 1831)

Der gebürtige Stralsunder war Arzt, Botaniker und Chemiker in Greifswald.
- Adolf Friedrich Furchau (* 4. Januar 1752; † 19. Dezember 1819)

Furchau war Rektor am Stralsunder Gymnasium. Zu seinen Schülern gehörte der in Furchaus Haus wohnende Ernst Moritz Arndt.
- Christian Erdmann Kindten (* 26. Juni 1752; † 14. November 1803)

Kindten war ein Orgelbauer, der sich 1790 in Stralsund niedergelassen hatte.
- Heinrich Ehrenfried Warnekros (* 8. Oktober 1752; † 8. Oktober 1807)

Der gebürtige Stralsunder war ein deutscher Philologe und Gymnasiallehrer. Er reformierte die Greifswalder Stadtschule und schuf damit die Grundlagen für eine moderne Bürgerschule.
- David Lucas Kühl (* 20. Oktober 1752 in Stralsund; † 9. Januar 1837)

Der gebürtige Stralsunder war Jurist, Gerichtsdirektor und Bürgermeister in seiner Heimatstadt. Er war Träger des preußischen Roten Adlerordens und Ritter des schwedischen Nordstern-Ordens.
- François de Chasseloup-Laubat (* 18. August 1754; † 10. Oktober 1833)

Der französische General leitete 1807 die Belagerung der Stadt.
- Hans Henrik von Essen (* 26. September 1755; † 28. Juni 1824)

Der Reichsfeldmarschall war ab 1800 Generalgouverneur.
- David Hinrich Schneider (* 13. Oktober 1755; † 26. November 1826)

Der gebürtige Stralsunder war Jurist und Entomologe.
- Elise Sommer (* 29. Oktober 1761; 30. August 1836)

Die Schriftstellerin und Dichterin wurde als Elise Brandenburg in Laasphe, heute Kreis Siegen-Wittgenstein, geboren. Sie stammt aus einer alteingesessenen Stralsunder Familie.
- Diedrich Hermann Biederstedt, auch: Diederich, Dietrich (* 1. November 1762; † 10. März 1824)

Der in Stralsund geborene Biederstedt war Theologe, königlich-schwedischer Konsistorialrat und Historiker.
- Guillaume-Marie-Anne Brune (* 13. März 1763; † 2. August 1815)

Der Marschall war ab 1806 Generalgouverneur während der Besatzung durch Frankreich.
- Carl von Helvig (* 4. September 1764; † 11. Mai 1844)

Der gebürtige Stralsunder war schwedischer Generalfeldzeugmeister und preußischer Generalleutnant der Artillerie.
- Ernst Moritz Arndt (* 26. Dezember 1769; † 29. Januar 1860)

Der von der Insel Rügen stammende deutsche Dichter besuchte von 1787 bis 1789 das Stralsunder Gymnasium im Katharinenkloster und war 1806 in Stralsund für die schwedische Regierung tätig.
- Gabriel Jean Joseph Molitor (* 7. März 1770; † 28. Juli 1849)

Der französische Marschall eroberte 1807 Stralsund; Napoleon I. übertrug ihm daraufhin das Generalgouvernement in Pommern.
- Christoph Gottlieb Groskurd (* 15. Mai 1770; † 8. Juli 1834)

Der jüngere Bruder des Rektors des Stralsunder Gymnasiums besuchte diese Schule von 1780 bis 1790. Er war von 1797 bis 1823 hier als Lehrer tätig.
- Johann Bernhard Cummerow (* 13. November 1770; † 17. Oktober 1826)

Ober-Postdirektor und Geheimer Hofrat
- Carl Freiherr von Krassow (* 16. Dezember 1771; † 1854)

Der Oberstleutnant wurde am 15. März 1854 wegen seiner Verdienste um die Stadt und deren Bevölkerung zum Stralsunder Ehrenbürger ernannt.
- Karl Lappe (* 24. April 1773; † 28. Oktober 1843)

Der Dichter und Schriftsteller war ab 1801 Lehrer am Stralsunder Gymnasium.
- Fredrik Boije (* 7. Juli 1773; † 8. Februar 1857)

Der gebürtige Stralsunder war schwedischer Offizier, Illustrator und Schriftsteller.
- Ferdinand von Schill (* 6. Januar 1776; † 31. Mai 1809)

Der gegen die Fremdherrschaft kämpfende preußische Offizier rückte am 25. Mai mit seinem Regiment in Stralsund ein. Allen Mahnungen zum Trotz war Schill entschlossen, den Ort mit allen Mitteln zu halten. Am 31. Mai 1809 wurde Stralsund von den 6.000 Mann starken Truppen des holländischen Generals Gratien und des dänischen Generals Ewald erstürmt. Schill fiel, abseits und unbemerkt, in der Fährstraße. Seinen Kopf sandte man dem König von Westfalen, sein Körper wurde auf dem St. Jürgen-Friedhof verscharrt. Später wurde er als „Freiheitsheld“ verehrt. In Stralsund erinnern ein Denkmal in den Schillanlagen, ein Gedenkstein an dem Ort, an dem er fiel, sein Grabmal auf dem Friedhof sowie eine nach ihm benannte Straße und Schule an ihn.
- Paul Struck (* 6. Dezember 1776; † 14. Mai 1820)

Der Komponist Paul Struck war ein Sohn des Stralsunder Buchdruckers Christian Lorenz Struck. Noch vor 1800 ging er nach Wien und wurde Schüler Joseph Haydns. Er komponierte Lieder, Tänze und Kammermusik.
- Johann Erichson (* September 1777; † 16. Dezember 1856)

Der gebürtige Stralsunder besuchte das Gymnasium im Katharinenkloster. Er wurde Theologe und Professor der Ästhetik in Greifswald.
- Wendelin Zink (* 24. Dezember 1777; † 29. Mai 1840)

Der aus Bayern stammende katholische Theologe war ab 1803 Priester an der Stralsunder Dreifaltigkeitskirche.
- Lars Jacob von Röök (* 14. Oktober 1778; † 6. Februar 1867)

Der in Stralsund geborene Sohn des Architekten und Festungsbauer Carl Fredrik von Röök war Künstler und Arkitekt Er wirkte als Hofintendent in Stockholm und war Gründer des schwedischen Nationalmuseums.
- Joachim Nicolas Eggert (* 22. Februar 1779; † 14. April 1813)

Der Dirigent und Komponist erhielt seine Ausbildung in den Fächern Violine und Komposition in Stralsund.
- Gustav Boye af Gennäs  (* 2. Mai 1779; † 29. Juli 1834)

Der gebürtige Stralsunder, Sohn des Postdirektors von Stralsund, trat in schwedischen Militärdienst und wurde 1814 Kommandant von Stralsund. Mit der Übergabe von Schwedisch-Pommern an Preußen wechselte er in den preußischen Militärdienst, war zeitweise Kommandeur des Stralsunder Landwehr-Regiments und erhielt 1824 seinen Abschied als Generalmajor.
- Diedrich Johann Longé (* 5. Dezember 1779; † 10. Mai 1863)

Der ehemals schwedische Marineoffizier baute in Stralsund die Grundlagen der preußischen Marine auf. Er veranlasste u. a. den Bau des Kriegsschoners Stralsund.
- Gottlieb Christian Friedrich Mohnike (* 6. Januar 1781; † 6. Juli 1841)

Der deutsche Übersetzer, Theologe und Philologe besuchte das Stralsunder Gymnasium und wurde nach seinem Studium 1813 als Pfarrer der St. Jakobi-Kirche berufen, übernahm ab 1819 gleichzeitig die Aufgaben als Konsistorial- und Schulrat und war Leiter der Regierungsschulbehörde. Der Vater von Otto Gottlieb Mohnike ist in Stralsund bestattet.
- Arnold Brandenburg (* 26. Juni 1783; † 1. Juli 1870)

Jurist, Kommunalpolitiker und Lokalhistoriker in Stralsund
- Heinrich Ludwig Smalian (* 13. Juli 1785; † 25. März 1848)

Oberforstmeister, Leiter des Forstamtes im Regierungsbezirk Stralsund und Erfinder von Baummeßinstrumenten
- Adolf Friedrich Furchau (* 22. Februar 1787; † 20. Juni 1868)

Der in Stralsund geborene Sohn des hiesigen Rektors war ein evangelischer Theologe und ein Dichter.
- Karl Gustav Fabricius (* 1. August 1788; † 10. Januar 1864)

Politiker und Bürgermeister Stralsunds
- Johann Ernst Nizze (* 16. November 1788; † 10. Februar 1872)

Nizze war Rektor des Stralsunder Gymnasiums und Abgeordneter in der Frankfurter Nationalversammlung. Er ist auf dem Stralsunder St.-Jürgen-Friedhof bestattet.
- Friedrich Joachim Philipp von Suckow (* 26. September 1789; † 10. Januar 1854)

Der Schriftsteller gründete in Stralsund 1827 zusammen mit Karl Lappe die literarische Wochenzeitschrift Sundine, deren Redakteur er bis 1844 war.
- Christoph Ziemssen (* 23. April 1791; † 18. November 1868)

Ziemssen war evangelischer Theologe und pommerscher Kirchenhistoriker. Er war Pastor an St. Marien.
- Heinrich Carl Esmarch (* 4. September 1792; † 15. April 1863)

Der Jurist war ab 1852 Kreisgerichtsrat in Stettin und später in Stralsund.
- Georg Friedrich Schömann (* 28. Juni 1793; † 25. März 1879)

Der gebürtige Stralsunder war Altphilologe.
- August Heinrich von Pachelbel-Gehag (* 10. April 1795; † 12. November 1857)

Anfangs schwedischer, später preußischer Offizier der Landwehr, Vize-Oberjägermeister und Wirklicher Geheimer Rat beim König in Berlin und Chef des Hofjagdamtes.
- Christian Adolf Hasert (* 3. Juni 1795; † 23. Dezember 1864)

Der Theologe und Pädagoge wurde in Stralsund geboren und lehrte an der Universität Greifswald.
- Ernst von Haselberg (* 7. Juni 1796; † 19. April 1854)

Von Haselberg ließ sich 1821 in Stralsund als „Arzt, Wundarzt und Geburtshelfer“ nieder. 1830 übernahm er die Stelle des Regierungs-Medizinalrates in Stralsund interimistisch und wurde 1831 offiziell zum Regierung- und Medizinalrat bestellt. Sein Sohn Ernst von Haselberg (1827–1905) war Stadtbaumeister in Stralsund.
- Johann Gottfried Brücke (* 9. Juni 1796; † 24. April 1873)

Der akademische Maler und gebürtige Stralsunder war auch als Kunstpädagoge an einer Berliner Realschule tätig.
- Carl August Buchholz (* 13. August 1796; † 7. August 1884)

Der bedeutende Orgelbauer schuf die Orgel der St.-Nikolai-Kirche (Stralsund)
- Ernst Heinrich Zober (* 25. April 1799; † 6. November 1869)

Der evangelische Theologe, Historiker, Pädagoge und Bibliothekar unterrichtete in Stralsund und war hier Bibliothekar.
- Simon Wagner (* 25. August 1799; † 17. Juni 1829)

Aufgewachsen in Damgarten, studierte der in Stralsund Geborene in Dresden und wirkte als Genremaler.
- Johan Carl Kempe (* 19. November 1799; † 17. Oktober 1872)

Der gebürtige Stralsunder deutsch-schwedische Kaufmann und Industrielle war Gründer der Mo och Domsjö AB, Vorgängerin des heutigen Holmen-Konzerns

## 19. Jahrhundert

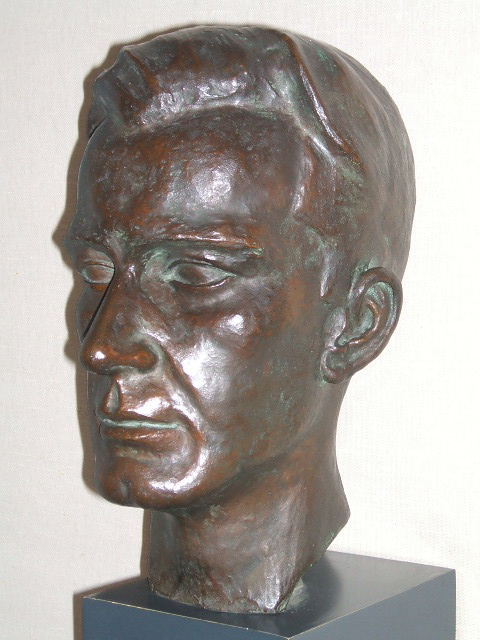
Büste Hermann Burmeisters

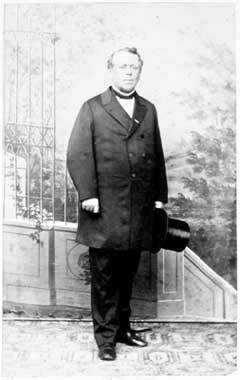
Ferdinand Jühlke

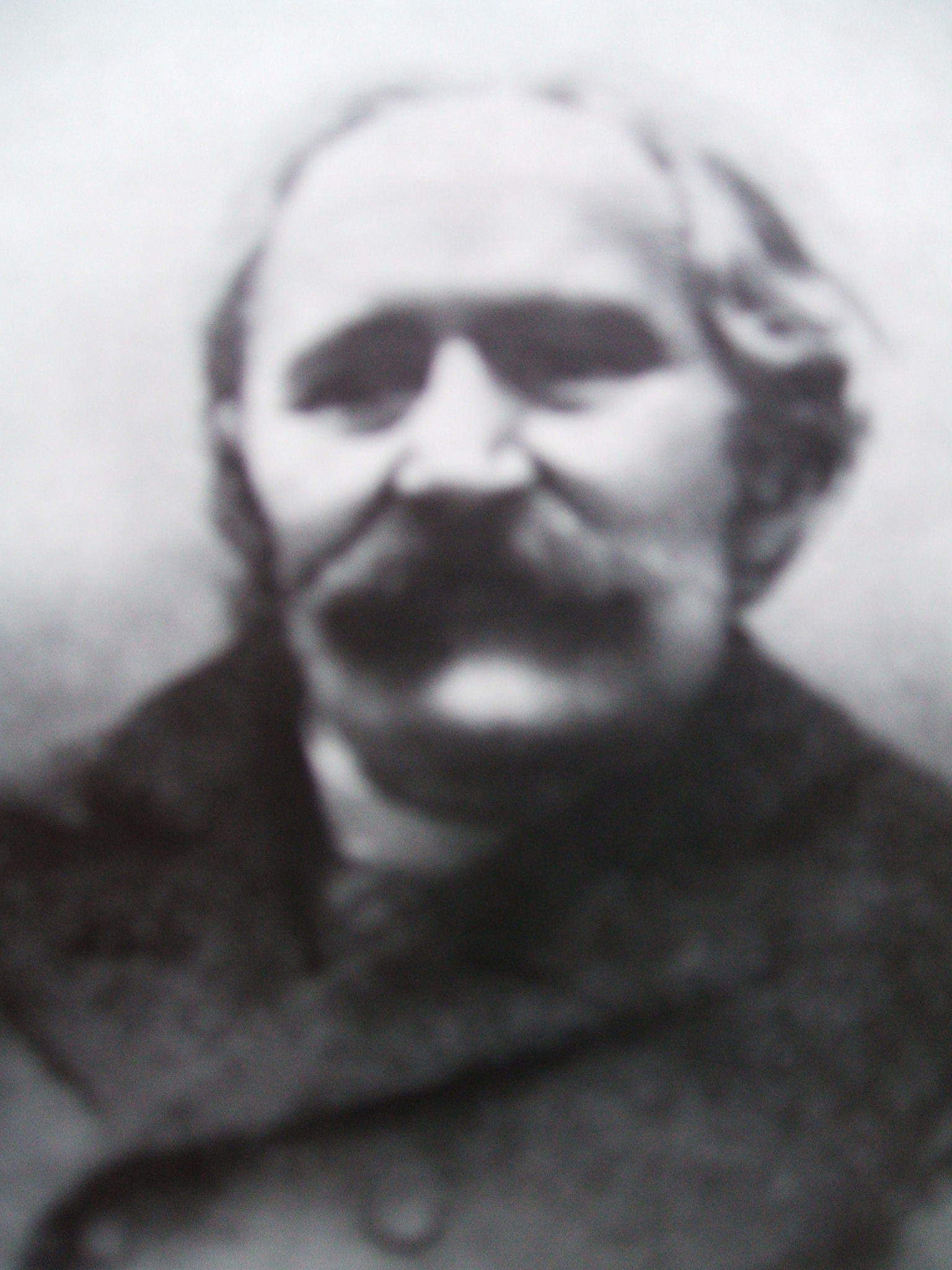
Rudolf Baier

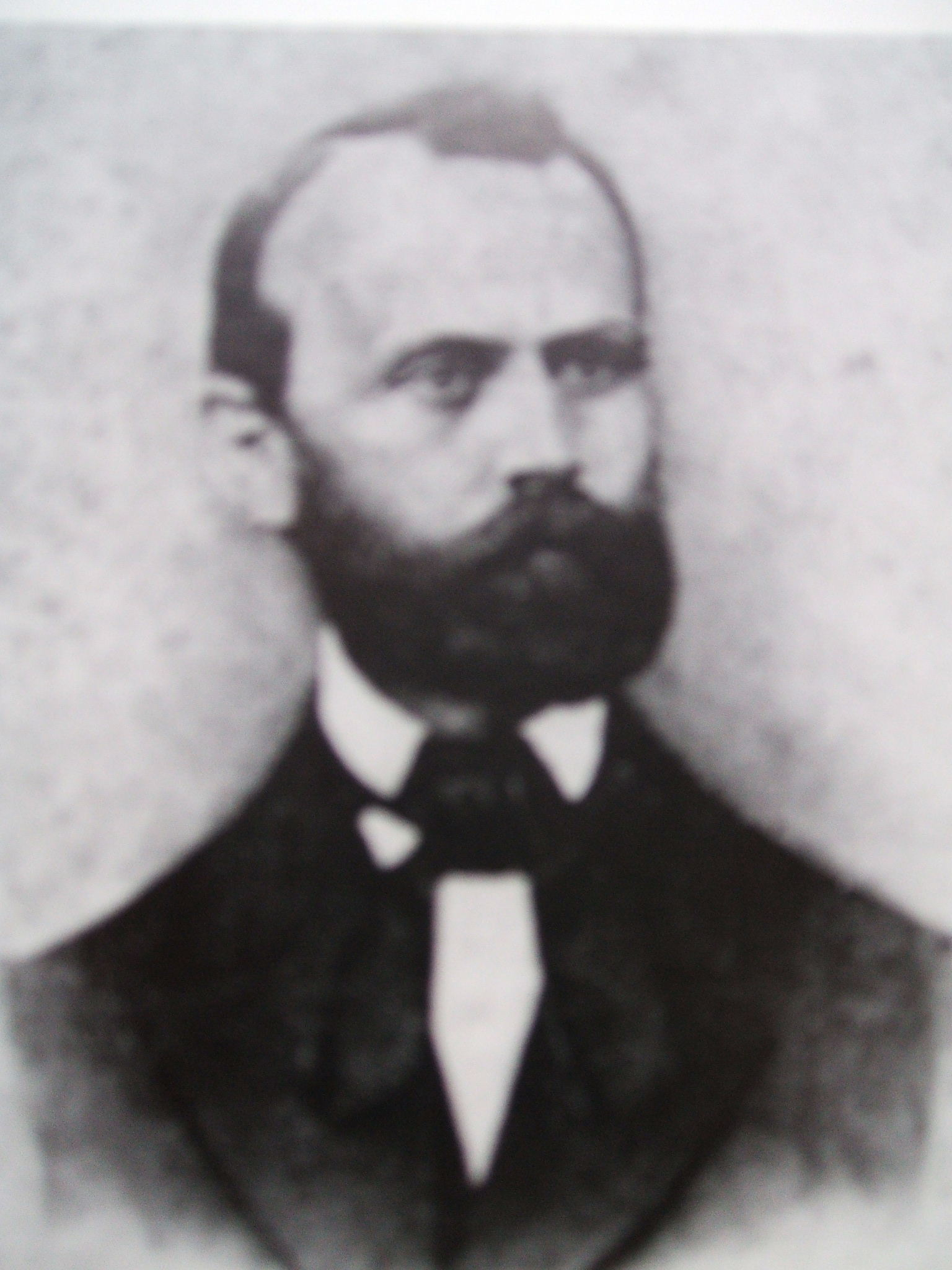
Otto Fock

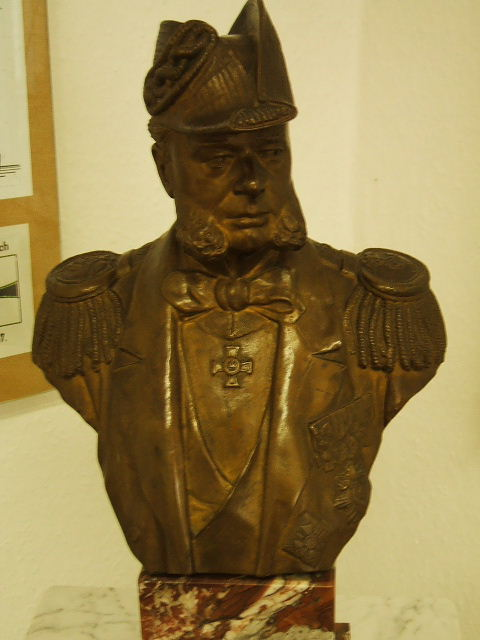
Eduard von Jachmann

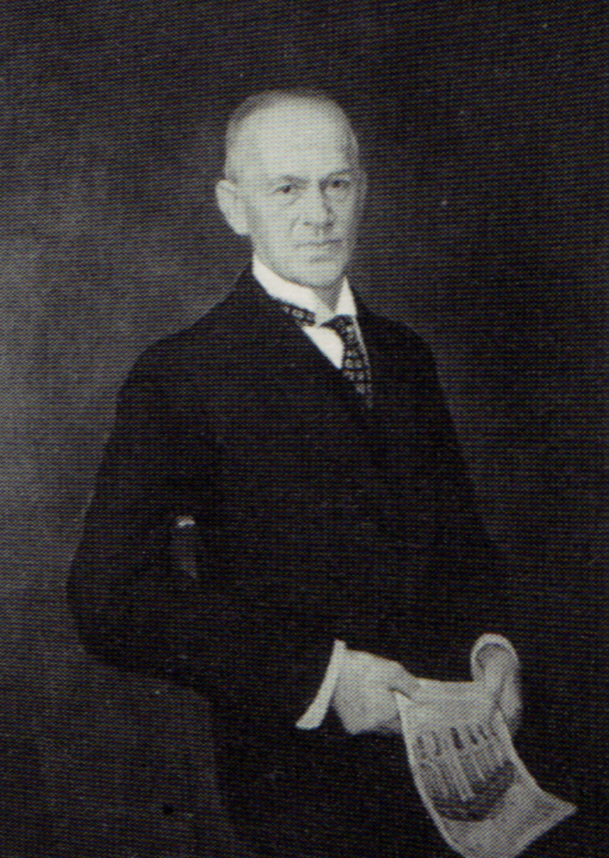
Georg Wertheim

- August Schröder (* 1800; † 9. Januar 1883)

Der Altphilologe, Gymnasiallehrer und Theologe war in den 1820er Jahren am Stralsunder Gymnasium tätig.
- Wilhelm Brücke  (* 4. März 1800; † 1. April 1874)

Der gebürtige Stralsunder erhielt eine akademische Ausbildung als Maler an der Berliner Kunstakademie. Eine Straße in Stralsund trägt den Namen Wilhelm-Brücke-Ring.
- Heinrich Adolf von Zastrow (* 11. August 1801; † 12. August 1875)

Der preußische General erhielt im April 1850 das Kommando über ein Bataillon des Königsregiments Nr. 2 und wurde für mehrere Jahre Stadtkommandant in Stralsund. Er heiratete hier die verwitwete Gräfin Ranzau, die der Stralsunder Ratsfamilie Israel entstammte.
- Wilhelm Schnitter (* 26. Februar 1802; † 24. April 1887)

Der in Stralsund geborene Schnitter war Jurist und Schriftsteller.
- Arnold Ruge (* 13. September 1802; † 31. Dezember 1880)

Der deutsche Schriftsteller besuchte hier das Gymnasium, das er 1821 mit 19 Jahren erfolgreich mit dem Abitur abschloss.
- Adolf Heinrich Graf von Arnim-Boitzenburg (* 10. April 1803, † 8. Januar 1868)

Der Politiker war ab 1833 als Regierungspräsident in Stralsund tätig.
- Adolf von Pommer Esche (* 24. Juni 1804; † 7. Dezember 1871)

Der in Stralsund geborene Jurist war Oberpräsident der Rheinprovinz und Mitglied des Preußischen Herrenhauses.
- Hermann Burmeister (* 15. Januar 1807; † 2. Mai 1892)

Der gebürtige Stralsunder war ein bedeutender Naturforscher. Er bereiste Südamerika und veröffentlichte zahlreiche Werke.
- Johannes von Gruber (* 23. April 1807; † 14. Januar 1875)

Geboren in Oedenburg im Königreich Ungarn, wirkte er ab 1834 als Gymnasiallehrer am Gymnasium Stralsund und engagierte sich politisch in Stralsund.
- Carl Freese (* 27. April 1807; † 16. April 1892)

Der Stralsunder Pädagoge, Stargarder Gymnasialdirektor und Philologe war Mitglied der Frankfurter Nationalversammlung.
- Ferdinand Picht (* 16. Oktober 1807; † 1. Oktober 1850)

Der aus Gingst stammende Arzt gründete in Stralsund die erste Irrenanstalt und war ihr erster leitender Arzt.
- William Lindley (* 7. September 1808; † 22. Mai 1900)

Der Ingenieur schuf u. a. die Stralsunder Wasserversorgung.
- Wilhelm Ferdinand Erichson (* 26. November 1809; † 18. Dezember 1848)

Der gebürtige Stralsunder war ein bedeutender Entomologe.
- Ferdinand Karl Wilhelm Piper (* 17. Mai 1811; † 28. Nov. 1889)

Der gebürtige Stralsunder war ein evangelischer Theologe und Kirchenhistoriker.
- Carl Reinhold von Krassow (* 15. April 1812; † 13. Februar 1892)

Der Politiker diente von 1852 bis 1869 als Präsident der Stralsunder Regierung. Er wurde am 31. März 1869 zum Stralsunder Ehrenbürger ernannt.
- Joachim Daniel Andreas Müller (* 7. September 1812; † 18. September 1857)

Der schwedische Gartenbaulehrer und Schriftsteller war gebürtiger Stralsunder und besuchte hier die Schule.
- Otto Gottlieb Mohnike (* 27. Juli 1814; † 26. Januar 1887)

Der gebürtige Stralsunder war Wissenschaftler und Forscher.
- Otto Schneider (* 25. April 1815; † 28. März 1880)

Der gebürtige Stralsunder war Klassischer Philioge, Professor am Gymnasium Illustre in Gotha und forschte zur griechischen und römischen Literatur.
- Ferdinand Jühlke (* 1. September 1815; † 12. Juni 1893)

Der Gartenarchitekt war an der Umwandlung der Stralsunder Festungsanlagen in Grünanlagen maßgeblich beteiligt.
- Heinrich Kruse (* 15. Dezember 1815; † 12. Januar 1902)

Der gebürtige Stralsunder war Journalist und Dichter. Er ist Stralsunder Ehrenbürger.
- Wilhelm Witthöft (* 11. August 1816; † 24. Juli 1874)

Der gebürtige Stralsunder war Zeichner, Radierer, Kupfer- und Stahlstecher.
- Peter Friedrich Arndt (* 23. August 1817; † 2. August 1866)

Der deutsche Mathematiker bekam nach Abschluss seines Studiums in Greifswald eine Anstellung als Oberlehrer am Gymnasium in Stralsund.
- Gustav Karl Wilhelm Hermann Karsten (* 6. November 1817; † 10. Juli 1908)

Der gebürtige Stralsunder war ein bedeutender Botaniker.
- Rudolf Baier (* 4. Februar 1818; † 2. Mai 1907)

Museumsgründer und -direktor des Kulturhistorischen Museums Stralsund.
- Wilhelm Zeltz (* 8. Februar 1819; † 16. August 1890)

Der Schiffbauer und Unternehmer wurde in Stralsund geboren.
- Otto Fock (* 29. April 1819; † 24. Oktober 1872)

Der Theologe und Historiker war Verfasser der Rügensch-Pommersche Geschichten aus sieben Jahrhunderten (Leipzig 1861–72, 6 Bände). Er starb in Stralsund, wohin er sich zurückgezogen hatte. Er besuchte das Stralsunder Gymnasium von 1834 bis 1837.
- Hermann von Mallinckrodt (* 5. Februar 1821; † 26. Mai 1874)

Politiker
- Eduard von Jachmann (* 2. März 1822; † 21. Oktober 1887)

Der Vizeadmiral war von 1849 bis 1852 während des Schleswig-Holsteinischen Krieges Kanonenbootkommandant in Stralsund.
- Hermann Brüggemann (* 28. Juni 1822; † 6. Oktober 1894)

Landschaftsmaler der Romantik; geboren in Stralsund
- Gustav Klatt (* 15. Februar 1823; † 5. September 1898)

Vizeadmiral der Kaiserlichen deutschen Marine
- Hermann von Blume (* 2. März 1824; † 2. August 1889)

Der preußische Generalmajor war Träger des Eisernen Kreuzes, des Kronenordens und des Roten Adlerordens mit Eichenlaub.
- Ludwig Burger (* 19. September 1825; † 22. Oktober 1884)

Der Maler war u. a. für die Stralsunder Spielkartenfabrik tätig.
- Julius von Hertzberg (* 18. Januar 1826; † 23. März 1887)

Der gebürtige Stralsunder war Leibpage des preußischen Königs Friedrich Wilhelm IV., später Generalmajor im Großherzogtum Hessen.
- Ulrich von Behr-Negendank (* 9. Mai 1826; † 8. September 1902)

Der Politiker war ab 1867 Regierungspräsident; er ist Ehrenbürger Stralsunds. Aus seinem Familienbesitz stammt der Marienkrönungsaltar in der Marienkirche.
- Ernst von Haselberg (* 30. Oktober 1827; † 1. September 1905)

Der Architekt und Baumeister war Stadtbaudirektor in Stralsund.
- Friedrich Albert Mehmel (* 6. Dezember 1827; † 4. Juli 1888)

Der Orgelbauer übernahm 1858 eine Orgelbauwerkstatt in Stralsund und schuf 1877 die mit vier Manualen, Pedal und 69 Registern größte Orgel Stralsunds in der Jakobikirche.
- Carl Friedrich Tamms (* 9. April 1828; † 30. Januar 1898)

Der in Stralsund Geborene wurde 1879 nach langjähriger Tätigkeit im Rat zum Nachfolger des Bürgermeisters Denhard gewählt. Am 27. Juni 1887 wurde Tamms zum Ersten Bürgermeister ernannt. Wegen seiner großen Verdienste um die Stadt Stralsund ernannte ihn Kaiser Wilhelm II. zum Oberbürgermeister.
- Friedrich Spielhagen (* 24. Februar 1829; † 25. Februar 1911)

Der deutsche Schriftsteller lebte ab 1835 in Stralsund, wo er auch das Gymnasium besuchte.
- Antonie Biel (* 31. Januar 1830; † 2. April 1880)

Die gebürtige Stralsunder Malerin zählte zu den ersten Mitgliedern des Vereins Berliner Künstlerinnen. Sie kämpfte für das Recht der Frau, durch eigene Arbeit ihren Lebensunterhalt zu bestreiten.
- Karl Heinrich von Boetticher (* 6. Januar 1833; † 6. März 1907)

Der Staatsminister war von 1865 bis 1869 Ratsherr in Stralsund und wurde am 30. Januar 1890 zum Stralsunder Ehrenbürger ernannt.
- Richard von Seeckt (* 4. November 1833; † 15. März 1909 in Ulrichshöhe)

Preußischer General der Infanterie
- Paul Langemak (* 23. November 1835; † 11. November 1926)

Der Justizrat wurde am 5. Juni 1912 für seine Leistung beim Aufbau der Heilanstalt zum Stralsunder Ehrenbürger ernannt.
- Karl Friedrich Erich Haupt (* 8. Juli 1841; † 19. Februar 1910 in Halle (Saale))

Der lutherische Theologe lehrte als Professor für neutestamentliche Exegese an den Universitäten Kiel, Greifswald und Halle (Saale).
- Max Hayduck (* 22. August 1842; † 5. Oktober 1899 in Berlin)

Der gebürtige Stralsunder war ein deutscher Brauwissenschaftler.
- Franziska Tiburtius (* 24. Januar 1843; † 5. Mai 1927)

Die deutsche Ärztin und Kämpferin für das Studierrecht für Frauen absolvierte eine private Mädchenschule in Stralsund. Sie ist auf dem Knieperfriedhof bestattet.
- Agnes Taubert (* 7. Januar 1844; † 8. Mai 1877)

Die gebürtige Stralsunderin wurde Schriftstellerin und veröffentlichte philosophische Schriften.
- Wilhelm Haupt (* 6. Juli 1846; † 26. Januar 1932)

Der Theologe wurde zum Generalsuperintendenten des neugebildeten Sprengels Liegesitz in der Kirchenprovinz Schlesien berufen.
- Hubert von Weise (* 11. Februar 1846; † 25. März 1907)

Der preußische Generalleutnant war Militärattaché an der Gesandtschaft in Bern
- Georg Riemenschneider (* 1. April 1848; † 14. September 1913)

Der gebürtige Stralsunder war Kapellmeister und Komponist. Er starb in Breslau.
- Wilhelm Büchsel (* 12. April 1848; † 7. April 1920)

Admiral und Chef des Admiralstabes der Kaiserlichen deutschen Marine
- Hermann Carl Hempel (* 13. April 1848; † 26. September 1921 in Düsseldorf)

Landschaftsmaler und Illustrator der Düsseldorfer Schule
- Franz Erich Caspar (* 7. September 1849; † 24. Juni 1927)

Rechtswissenschaftler und Ministerialbeamter, Wirklicher Geheimer Rat und Staatssekretär
- Leonhard Tietz (* 3. März 1849; † 15. November 1914)

Tietz eröffnete am 14. August 1879 das erste deutsche Warenhaus in Stralsund, in dem er Waren nur zu Fixpreisen und bei Barzahlung verkaufte. Er räumte als erster seinen Kunden ein Umtauschrecht ein. Tietz legte damit die Grundlage für einen deutschlandweit tätigen Warenhauskonzern.
- Albrecht von Voigts-Rhetz (* 3. September 1850; † 12. Januar 1915 in Wiesbaden)

der gebürtige Stralsunder war Offizier, Jurist und Diplomat in Süd-, Mittelamerika und in Südosteoropa
- Ferdinand Berg (* 20. November 1852; † 8. August 1924 in Frankfurt am Main)

Der gebürtige Stralsunder war Jurist, Landrat der Landkreise Steinburg und ab 1891 von Sankt Goarshausen. Er erwarb dort die Ruine der Burg Katz und ließ sie als Wohnsitz neu aufbauen.
- Maximilian von Roehl (* 6. August 1853; † 9. Juli 1922)

Der gebürtige Stralsunder wurde preußischer Generalstabsoffizier, Divisions-Kommandeur und General der Artillerie.
- Ernst Gronow (* 20. Januar 1856; † 18. Oktober 1932)

Gronow war von 1909 bis 1924 Oberbürgermeister von Stralsund. Er wurde am 6. Dezember 1924 zum Stralsunder Ehrenbürger ernannt.
- Georg Wertheim (* 11. Februar 1857; † 31. Dezember 1939)

Wertheim wuchs in Stralsund auf. Nach der kaufmännischen Lehre bei Wolff und Apolant übernahm er 1876 zusammen mit seinem Bruder Hugo das 1875 gegründete Ladengeschäft der Eltern. Die beiden Brüder brachten schnell neue Ideen in das Geschäft ein: Kunden bekamen die Möglichkeit zum Umtausch von Waren, die Preise waren nicht mehr verhandelbar, verkauft wurde nur gegen Barzahlung. Er begründete damit in Stralsund den Wertheim-Konzern.
- Mary Scheller (* 16. Februar 1858; † 17. April 1933)

Die gebürtige Stralsunderin war eine Stummfilmschauspielerin.
- Theodor Bauer (* 23. Dezember 1858; † 26. April 1944)

Der gebürtige Stralsunder war in Sondershausen ein Staatsminister und Politiker (DVP).
- Carl Ludwig Schleich (* 19. Juli 1859; † 7. März 1922)

Der Arzt und Schriftsteller ist der Erfinder der Infiltrationsanästhesie. Er legte 1879 in Stralsund am Katharinen-Gymnasium im ehemaligen Katharinenkloster das Abitur ab.
- Johannes Kromayer (* 31. Juli 1859; † 23. September 1934)

Gebürtige Stralsunder, Althistoriker wurde 1902 Professor an der Franz-Josephs-Universität Czernowitz und lehrte von 1913 bis 1927 in Leipzig.
- Ernst Kromayer (* 26. September 1862; † 6. Mai 1933)

Gebürtige Stralsunder, Dermatologe wurde Professor an der Martin-Luther-Universität in Halle und war der Erfinder der Kromayer-Lampe
- Adalbert Gülzow (* 5. Oktober 1862; † 1933)

Der gebürtige Stralsunder war in Berlin ein berühmter Geigenvirtuose. Gründete 1906 die Kammermusik-Vereinigung der Königlichen Kapelle.
- Otto Bremer (* 22. November 1862; † 8. August 1936)

Der gebürtige Stralsunder Germanist und Phonetiker lehrte von 1888 bis 1934 an der Universität Halle-Wittenberg.
- Wilhelm Jacobi (* 6. Dezember 1863; † unbekannt)

Der Bildhauer schuf u. a. das Denkmal für Lambert Steinwich in Stralsund.
- Hugo Wendorff (* 16. Dezember 1864; 25. April 1945),

Politiker, preußischer Landwirtschaftsminister
- Franz Beyer (* 15. August 1865; † 16. Mai 1942 in Zingst)

Der gebürtige Stralsunder war Orgelbauer in Zingst.
- Elisabeth Büchsel (* 29. Januar 1867; † 3. Juli 1957)

Die gebürtige Stralsunderin malte ihre Heimatstadt und Umgebung. Sie ist Ehrenbürgerin Stralsunds. Sie wohnte in Stralsund im Schloss am Sund.
- Max Karstedt (* 15. Januar 1868; † 22. März 1945)

Nach dem gebürtigen Stralsunder Schachspieler und Schachkomponist ist das Karstedt-Manöver benannt.
- Hans Stubbe (* 9. März 1868; † 22. Oktober 1948)

Der gebürtige Stralsunder war Architekt, Regierungsbauführer in Lüneburg, Landbauinspektor in Stettin und Professor in Braunschweig.
- Hermann Lietz (* 28. April 1868; † 12. Juni 1919)

Der als Pädagoge bekannt gewordene Lietz besuchte das Stralsunder Gymnasium.
- Carl von Essen (* 14. Juni 1868; † 2. Mai 1949)

Der schwedische Adlige setzte sich sehr für die Festigung der Beziehungen zwischen Schweden und Deutschland ein, besonders für die Region Pommern bzw. speziell Stralsund. Er wurde am 24. Juli 1928 zum Stralsunder Ehrenbürger ernannt.
- Erich Brandenburg (* 31. Juli 1868; † 22. Januar 1946)

Der Historiker und Genealoge lehrte an der Universität Leipzig und verfasste die Biografie Moritz von Sachsen und das Grundlagenwerk Die Reichsgründung.
- Friedrich Karl Kleine (* 14. Mai 1869; † 22. März 1951)

Der in Stralsund geborene deutsche Tropenmediziner machte sich um die Erforschung der Schlafkrankheit verdient.
- Albert Genzen (* 30. September 1868; † 27. Juli 1940)

SPD-Politiker, Abgeordneter und Vizepräsident des Braunschweigischen Landtages
- Karl Bock (* 12. November 1873; † 7. März 1940)

Der Maler und Grafiker der Düsseldorfer Malerschule schuf Ansichten von Städten und einzelnen Bauwerken, hierbei bevorzugt von Stralsund.
- Katharina Bamberg (* 18. April 1873; † 6. Oktober 1966)

Die gebürtige Stralsunderin war Malerin. Sie gehörte zum Hiddenseer Künstlerinnenbund der Blauen Scheune. Nach ihr wurde eine Stralsunder Straße benannt.
- Richard Wetz (* 26. Februar 1875; † 16. Januar 1935)

Der Dirigent und Komponist war 1900 für einige Monate Theaterkapellmeister in Stralsund.
- Karl Grünberg (* 16. Juli 1875; † 25. November 1932)

Der gebürtige Stralsunder war HNO-Arzt und Hochschullehrer in Rostock und Bonn.
- Frida Wulff (* 12. Februar 1876; † 11. Januar 1952)

Die gebürtige Stralsunderin war eine deutsche Politikerin (SPD, USPD). Sie gründete 1945 den antifaschistischen Frauenausschuss.
- Ernst Pohl (* 1876; † 1962)

Der gebürtige Stralsunder war ein Orthopädietechniker und medizintechnischer Erfinder.
- Hermann Lorey (* 1877; † 1954)

Der gebürtige Stralsunder war Marineoffizier (Korvettenkapitän) der Kaiserlichen Marine, Kommandant der osmanischen ehemaligen deutschen Linienschiffe Barbaros Hayreddin und Torgud Reis, Konteradmiral a. D. der Reichsmarine, Konteradmiral z. V. der Kriegsmarine, Kustos der Reichsmarinesammlung, Direktor des Berliner Zeughauses sowie Seefahrts- und Marineschriftsteller.
- Carl Heydemann (* 17. Februar 1878; † 1939)

Der Politiker war der letzte demokratisch gewählte Oberbürgermeister vor dem Zweiten Weltkrieg.
- Heinrich Rau (* 12. April 1879; † 26. Mai 1963)

Der sozialistische Politiker wirkte nach dem Zweiten Weltkrieg in Stralsund und Greifswald.
- Richard Förster (* 31. März 1879; † 9. April 1952),

Der Admiral der Reichsmarine und Flottenchef wurde in Stralsund geboren. Als Befehlshaber des Schulkreuzers Emden führte er eine Ausbildungsfahrt vom 14. November 1926 bis 14. März 1928 als Reise um die Welt durch. Er war zuletzt Präsident der Deutsch-Japanischen Gesellschaft in Berlin.
- Paul Droßel (* 15. Dezember 1880; † 18. November 1954)

Der in Stralsund geborene Droßel war ein Widerstandskämpfer gegen den Nationalsozialismus. Er wurde als Gerechter unter den Völkern geehrt.
- Otto Dibbelt (* 5. Juli 1881; † 9. Mai 1956)

Der gebürtige Stralsunder war ein deutscher Biologe, Pädagoge und Gründer des Vorgängermuseums des heutigen Deutschen Meeresmuseums in Stralsund.
- Richard Ostwald (* 25. Februar 1882; † 15. Mai 1951)

Der gebürtige Stralsunder war Politiker (SPD) und preußischer Landtagsabgeordneter.
- Ernst Uhsemann (* 9. Juni 1882; † 1. Mai 1945)

Uhsemann war ein Heimatforscher und Rektor einer örtlichen Mittelschule. Er veröffentlichte zahlreiche Aufsätze und Bücher zur Geschichte Stralsunds.
- Emil Heuser (* 15. September 1882; † 24. Dezember 1953)

Der Chemiker war Hochschullehrer für Cellulosechemie in Deutschland und den Vereinigten Staaten von Amerika.
- Wilhelm Groß (* 12. Januar 1883; † 9. Februar 1974)

Der Künstler und Prediger schuf eine Holzplastik in der Jakobikirche.
- Alfred Leonhard Tietz (* 8. Juni 1883; † 4. August 1941)

Der gebürtige Stralsunder Kaufmann und Warenhaus-Unternehmer übernahm nach dem Tod des Vaters den Konzern Leonard Tietz AG. Ihm gelang 1941 die Flucht nach Palästina, wo er im selben Jahr verstarb.
- Else von Hollander-Lossow (* 23. März 1884; † unbekannt)

Die gebürtige Stralsunderin war Erzählerin und Übersetzerin.
- Peter Pooth (* 21. Juli 1884; † 1. Februar 1958)

Der deutsche Wissenschaftler und Archivar machte sich in besonderem Maße um die Bestände des Stralsunder Stadtarchivs verdient.
- Karl Kirchmann (* 15. August 1885; † 3. Februar 1967)

Kirchmann war ab August 1918 auch Vorsitzender der USPD im Regierungsbezirk Stralsund. 1922 übernahm er den Vorsitz des SPD-Unterbezirks Stralsund. Von 1923 bis 1924 war er Mitglied des Reichstages, ab 1924 Mitglied der Stralsunder Bürgerschaft. Von 1925 bis 1933 gehörte er dem Preußischen Landtag an.
- August Streufert (* 5. August 1887; † 26. Dezember 1944)

August Streufert arbeitete in Stralsund und war Mitglied des Bürgerschaftlichen Kollegiums und im Reichstag.
- Heinrich Heuser (* 12. Oktober 1887; † 13. September 1967)

Der Maler, Illustrator, Grafiker, Filmarchitekt und Kostümbildner war Gründungsmitglied der Darmstädter Sezession.
- Paul Sack (* 19. Dezember 1887; † 12. September 1972)

Der Maurer führte auf der Volkswerft eine Höchstleistungsschicht im Stile Adolf Henneckes durch und wurde am 1. September 1949 zum Stralsunder Ehrenbürger ernannt.
- Mathilde Kliefert-Gießen (* 1887; † 1978)

Die Malerin war freischaffende Künstlerin und Zeichenlehrerin am Hansa-Schule. Sie war verheiratet mit Erich Kliefert.
- Hans Rauch (* 2. Mai 1888; † 12. April 1970)

Der Arzt war Chefarzt am Krankenhaus am Sund. Er wurde am 2. Mai 1963 zum Stralsunder Ehrenbürger ernannt.
- Fritz Adler (* 26. April 1889; † 24. Juni 1970)

Adler wurde 1919 zum Leiter des Stralsunder Stadtarchivs, der Volkshochschule und der Volksbibliothek sowie des Provinzialmuseum für Neuvorpommern und Rügen ernannt. Er leitete diese Institutionen bis 1950.
- Richard Seewald (* 4. Mai 1889; † 29. Oktober 1976)

Der Maler und Schriftsteller besuchte in Stralsund das Realgymnasium.
- Rudolf Niejahr (* 4. August 1889; † 4. November 1950)

Niejahr war Richter in der Zeit des Nationalsozialismus und wurde 1950 in Waldheim hingerichtet.
- Agnes Straub (* 2. April 1890; † 8. Juli 1941)

Die deutsche Schauspielerin bekam nach einem Theaterskandal in Stralsund in Deutschland Arbeitsverbot und emigrierte bald darauf.
- Otto Kortüm (* 1891; † 1966)

Otto Kortüm war Politiker (SPD) und nach dem Zweiten Weltkrieg erster Oberbürgermeister Stralsunds.
- Wolf von Beneckendorff (* 1. März 1891; † 27. Januar 1960)

Der gebürtige Stralsunder war Schauspieler.
- Carl Christian Bry (* 12. April 1892; † 9. Februar 1926)

Der gebürtige Stralsunder war ein deutscher Denker. Sein Vater war Inhaber des großen Metzgereigeschäftes Decke.
- Hellmuth Heyden (* 18. Januar 1893; † 18. März 1972)

Der Theologe verfasste zahlreiche Schriften zur Kirchengeschichte Pommerns. Er starb in Stralsund, wo eine Straße an ihn erinnert.
- Erich Kliefert (* 20. Juni 1893; † 30. Januar 1994)

Der Maler, dessen großformatige Wandbilder im Stralsunder Hauptbahnhof noch heute die Bahnreisenden begrüßen wurde am 20. Juni 1993 zum Stralsunder Ehrenbürger ernannt.
- Hans Kollwitz (* 13. August 1893; † 14. November 1948)

Der gebürtige Stralsunder war Handwerker (Tischler) und Politiker (KPD; SED).
- Karl Heinz Abshagen (* 14. Juni 1895; † 18. Februar 1976)

Der in Stralsund geborene Kaufmannssohn arbeitete ab 1926 als Journalist und war als Auslandskorrespondent in Europa und Asien tätig. Er war als Sachbuchautor vor, im und nach dem Zweiten Weltkrieg erfolgreich.
- Hans Winter (* 21. Juni 1895; † 4. Dezember 1969)

Der Gartenarchitekt übernahm am 15. Februar 1926 den Posten des Gartenbauinspektors in der Hansestadt Stralsund. Er arbeitet an den Planungen für die Parks am Wulflamufer und der Sundpromenade mit. Zudem war er mit der Umgestaltung der Schillanlagen betraut. Er erarbeitet zusammen mit dem Stadtbaurat den Generalplan Nord, der die Schaffung eines grünen Gürtels im Nordwesten Stralsunds vorsah. Im Jahr 1939 wurde er mit der Gestaltung des neuen Hauptfriedhofs beauftragt. Mit dem später „Zentralfriedhof“ genannten parkähnlichen Friedhof schuf Winter sein letztes Werk in der Stadt am Strelasund.
- Max Brunnow (* 26. September 1896; † 10. Februar 1940)

Der gebürtige Stralsunder war ein Widerstandskämpfer gegen den Nationalsozialismus.
- Friedrich Dettmann (* 15. Juli 1897; † 6. Mai 1970)

Der Widerstandskämpfer gegen den Nationalsozialismus war in Stralsund ab 1953 als Politiker tätig. Er war ab 1967 Ehrenbürger Stralsunds. In Stralsund wurde nach seinem Tode eine Straße sowie ein Kulturhaus benannt.
- Edith Grotkop (* 17. Oktober 1897; † 14. November 1990)

Deutsche Schriftstellerin
- Henry Vahl (* 26. Oktober 1897; † 21. Juli 1977)

Der 1897 als Sohn eines Fischers in Stralsund Geborene war Schauspieler am Hamburger Ohnsorg-Theater.
- Hans Joachim Wolfgang Abshagen (* 17. November 1897; † August 1945)

Deutscher Offizier der Wehrmacht, der an der Vorbereitung des Attentats vom 20. Juli 1944 beteiligt war.
- Jens Keith (* 21. Juni 1898; † 27. Juli 1958)

Choreograph, Tänzer und Schauspieler
- Erich Mix (* 27. Juni 1898; † 9. April 1971)

Der Politiker war 1925 bei der Regierung hier tätig.
- Edith Dettmann (* 4. August 1898; † 6. September 1987)

Die gebürtige Stralsunderin gehörte zur Düsseldorfer Akademie. Sie malte nach ihrer Rückkehr nach Stralsund vorwiegend Landschaftsbilder der Umgebung und Rügens. Nach der Malerin ist eine Stralsunder Straße benannt.
- Albert Dehmlow († 1931)

Der Vorsitzende des Kampfbundes gegen den Faschismus war ein Widerstandskämpfer gegen den Nationalsozialismus. Er wurde nahe Stralsund 1931 ermordet.
- Max Fank (* 15. Dezember 1899; † 15. März 1978)

Der gebürtige Stralsunder war ein Politiker (SPD, SED). Er war Leiter der Stadtverwaltung und Erster Vorsitzender der SED-Kreisleitung Stralsund.
- Käthe Kluth (* 24. Dezember 1899; † 31. Mai 1985)

Die in Stralsund geborene Philologin und Anglistin war die erste Professorin an der Universität Greifswald.
- Dorothea Marie Hollatz (* 20. Januar 1900; † 19. Dezember 1987)

Die gebürtige Stralsunderin schrieb mehrere Romane sowie Gedichte und Kinderbücher.
- Walter Picht (* 1900)

Walter Picht war Richter in Stralsund und 1946 Generalstaatsanwalt von Mecklenburg-Vorpommern.

## 20. Jahrhundert

### 1901 bis 1950

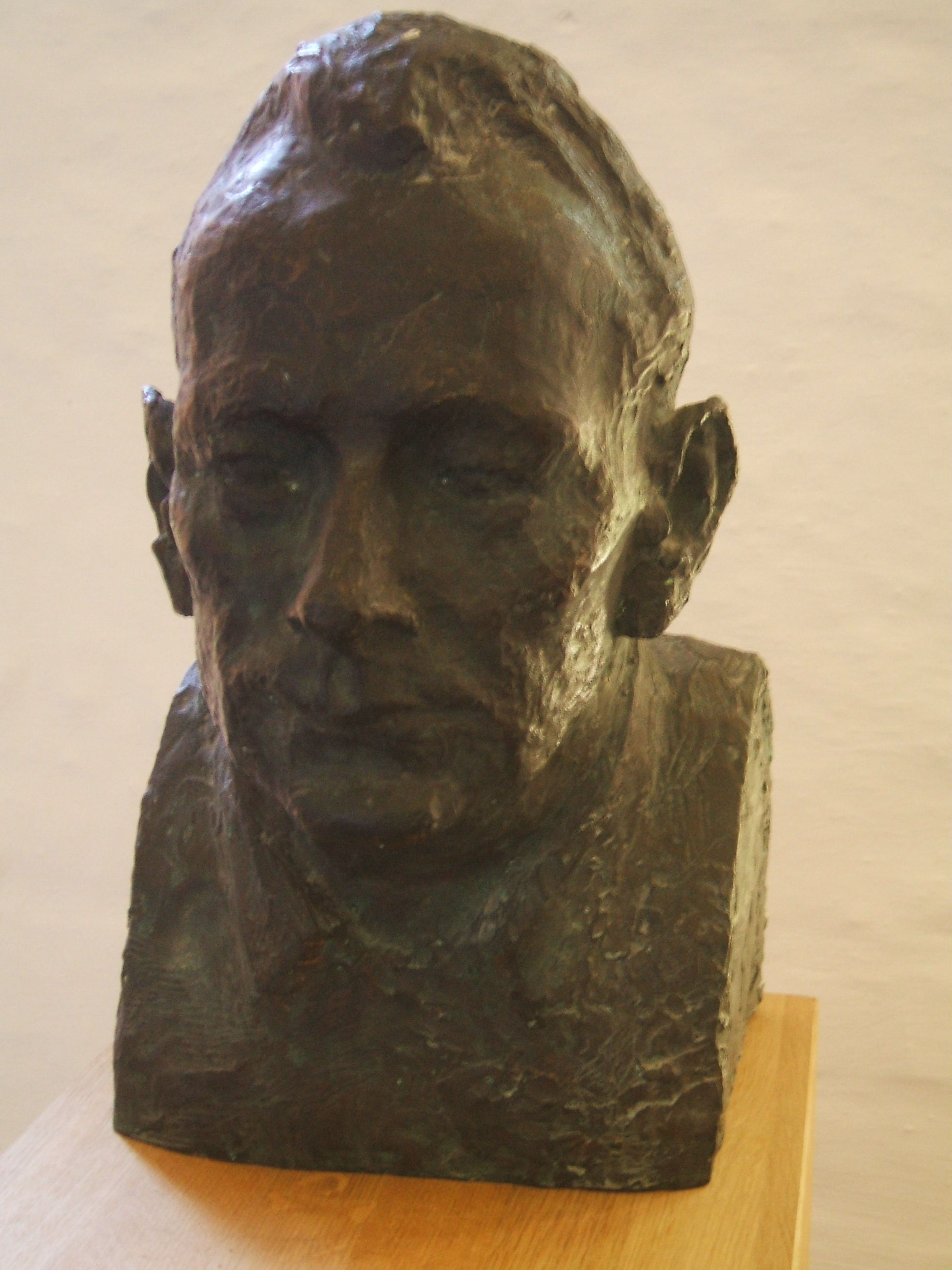
Büste Herbert Ewe

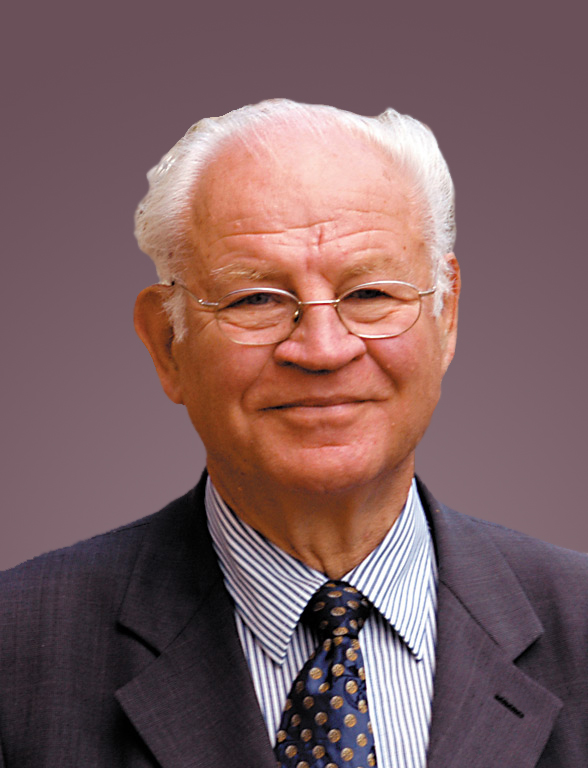
Gottfried Kiesow

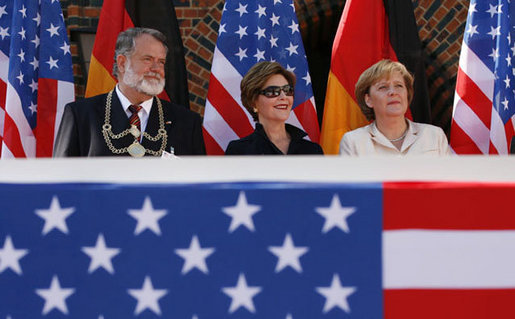
Harald Lastovka, Laura Bush und Angela Merkel beim Besuch des US-Präsidenten George W. Bush in Stralsund 2006

- Ernst Hilzheimer (* 8. April 1901; † 9. April 1986)

Der gebürtige Stralsunder war Diplom-Chemiker, VEB-Betriebsleiter und Politiker der Liberal-Demokratischen Partei Deutschlands (LDPD).
- Werner Stoll (* 14. Februar 1902; † 25. November 1987)

Werner Stoll war Politiker (NSDAP) und von 1936 bis 1942 Oberbürgermeister in Stralsund.
- Käthe Rieck (* 17. Februar 1902; † 23. August 2004)

Rieck war die erste Direktorin des Kulturhistorischen Museums. Sie wurde am 14. Dezember 1995 zur Stralsunder Ehrenbürgerin ernannt.
- Walter Steffens (* 4. März 1903; † 9. Dezember 1968)

Steffens baute in Parow bei Stralsund die Seepolizeischule auf. Er war Standortältester von Stralsund und Parow.
- Joachim Schwatlo-Gesterding (* 2. März 1903; † 27. Januar 1975)

Der Generalleutnant führte als Befehlshaber das Kommando Territoriale Verteidigung der Bundeswehr.
- Bruno Vahl-Berg (* 3. Juli 1903; † 15. November 1984), Schauspieler

Der jüngere Bruder von Henry Vahl spielte u. a. am Ohnsorg-Theater und in Filmen.
- Joachim Heinrich Rothsprach (* 22. Juli 1903; † 1990)

Der in Stralsund geborene Rothsprach war ein Verwaltungsbeamter.
- Bernhard F. Schmidt (* 19. Mai 1904; † 18. November 1962)

Der gebürtige Stralsunder Schmidt war Produktionsleiter und Geschäftsführer bei einem Filmverlag, später selbstständiger Filmproduzent.
- Hans Freese (* 6. Oktober 1904; † 21. Juli 1986)

Der in Stralsund geborene Dirigent und Kapellmeister war Musikkorps-Chef eines Hamburger Regiments und Musikredakteur beim NDR.
- Hans Mahnke (* 22. April 1905; † 29. Mai 1978)

Der in Stralsund Geborene war u. a. am Stralsunder Theater als Schauspieler tätig.
- Tom Beyer (* 17. Mai 1907; † 9. September 1981)

Der aus Münster stammende Maler ließ sich 1952 in Stralsund nieder, wo er auf der Volkswerft Stralsund Künstlergruppen unterrichtete. Zahlreiche Werke beschäftigen sich mit den Menschen und der Landschaft der Region.
- Rudolf Jonas (* 23. Juli 1907; † 23. Januar 1991)

Rudolf Jonas war ein Meerwasseraquarianer. Er arbeitete am Meeresmuseum als Leiter der Aquarien.
- Ferdinand Streb (* 5. November 1907; † 6. Februar 1970)

Der Architekt arbeitete u. a. bei Alfred Stieler in Stralsund, wo er 1938 ein Büro gründete.
- Heinrich Harms (* 5. Februar 1908; † 26. November 2003),

Der Augenarzt war Leiter der Augenklinik an der Eberhard Karls Universität Tübingen.
- Hans-Jürgen Thomm (* 26. Mai 1908; † 23. Mai 2005)

Der in Stralsund geborene war langjähriger Landeskirchenmusikdirektor in Sachsen.
- Gustav Artur Dorf (* 17. Juli 1908; † 27. Oktober 1972)

Der Politiker (SED) war ab 1950 Kulturdirektor auf der Volkswerft Stralsund.
- Hans-Heinz Dräger (* 6. Dezember 1909; † 9. November 1968)

Der in Stralsund geborene Musikwissenschaftler war Hochschulprofessor an verschiedenen Universitäten.
- Heinz Erhardt (* 20. Februar 1909; † 5. Juni 1979)

Der Schauspieler und Komiker war im Zweiten Weltkrieg hier auf dem Dänholm stationiert.
- Hans Fichtner (* 30. Juni 1909; † 1981)

Hans Fichtner war Politiker (NSDAP) und von 1943 bis 1945 Oberbürgermeister in Stralsund.
- Hans Schult (* 10. Januar 1910; † unbekannt)

Der gebürtige Stralsunder war Politiker (GB/BHE), Mitglied des Landtags von Schleswig-Holstein und Sportfunktionär.
- Wolfgang Heinze (* 25. Januar 1911; † 12. Januar 1945)

Der aus Stralsund stammende Jurist und Betriebsdirektor leistete Widerstand gegen den Nationalsozialismus und wurde 1945 hingerichtet. In Stralsund, wo er bestattet wurde, sind eine Schule und eine Straße nach ihm benannt.
- Hans Vogt (* 14. Mai 1911; † 19. Mai 1992)

Der deutsche Komponist Vogt war von 1938 bis 1944 Musikdirektor in Stralsund am Theater Stralsund.
- Herbert A. W. Kasten (* 23. Februar 1913; † 9. September 1976)

Der gebürtige Stralsunder war Schriftsteller. Sein Roman über Karsten Sarnow führte 1959 zu einer Kampagne gegen ihn, in deren Folge er die DDR verließ.
- Mærsk Mc-Kinney Møller (* 13. Juli 1913; † 16. April 2012)

Der Reeder war bis 2007 Eigner der Volkswerft Stralsund.
- Ernst Oldenburg (* 8. Januar 1914; † 9. Januar 1992)

Der deutsche Bildhauer und Maler des Expressionismus floh 1945 mit der Familie von Danzig nach Stralsund und lebte hier bis 1949.
- Waldemar Verner (* 27. August 1914; † 15. Februar 1982)

Der Widerstandskämpfer gegen den Nationalsozialismus war Admiral und Politiker. Im Mai 1947 wurde er auf Vorschlag des Landesvorstandes der SED des Landes Mecklenburg-Vorpommern in den Kreisvorstand Stralsund berufen und neben Ernst Guth zum Kreisvorsitzenden gewählt. Von 1952 bis 1955 war er Chef der Volkspolizei „See“, von 1957 bis 1959 Chef der Seestreitkräfte. Anschließend wurde er Stellvertretender Minister für Nationale Verteidigung der DDR und Chef der Politischen Hauptverwaltung. Er war ab 8. Mai 1980 Ehrenbürger von Stralsund.
- Otto Scholz (* 5. Juni 1916; † 10. Juni 2010)

Der Chirurg war Chefarzt am Krankenhaus am Sund und wurde am 4. Juni 1981 zum Stralsunder Ehrenbürger ernannt.
- Werner Peters (* 7. Juli 1918; † 30. März 1971)

Das erste Engagement des deutschen Schauspielers führte ihn als jugendlichen Komiker mit 18 Jahren an das Theater Stralsund.
- Erich Danckwardt (* 2. Dezember 1919; † 2003)

Der gebürtige Stralsunder war Schiffbauingenieur und Hochschullehrer an der Universität Rostock.
- Rudolf Biederstedt (* 13. Januar 1920; † 14. März 1996)

Der gebürtige Stralsunder Archivar und Historiker war wissenschaftlicher Mitarbeiter am Stadtarchiv Stralsund und am Kulturhistorischen Museum Stralsund und leitete von 1954 bis 1983 das Stadtarchiv Greifswald.
- Kurt Pers (* 1. Juli 1920; † 2004)

Der gebürtige Stralsunder war Maler und Grafiker.
- Herbert Ewe (* 20. Juli 1921; † 3. April 2006)

Im August 1952 wurde Ewe Direktor des Stralsunder Stadtarchivs. Hier begann er, die Bestände erstmals zu ordnen. Ab 1963 wurde auf seine Initiative hin das Johanniskloster Stralsund saniert. Neben seiner wissenschaftlichen Tätigkeit verfasste er mehrere Bücher über die Hansestädte Vorpommerns sowie die Inseln Rügen und Hiddensee, deren Persönlichkeiten sowie die Historie dieser Gegend. Insgesamt veröffentlichte er über 150 Bücher und Artikel. Seit 1984 war Herbert Ewe Ehrenbürger von Stralsund. 1989 war er Gründungsmitglied des Bürgervereins „Rettet die Altstadt Stralsund“.
- Otto Nautsch (* 1921; † 1998)

Der Schiffbauer auf der Volkswerft bildete die erste Komplexbrigade und wurde am 8. Mai 1980 zum Stralsunder Ehrenbürger ernannt.
- Hans Jürgen Diedrich (* 30. April 1923; † 29. August 2012)

Der gebürtige Stralsunder war als Bühnen-, Film- und Fernsehschauspieler sowie als Kabarettist und Synchronsprecher tätig.
- Erika Rauschning (* 9. August 1923; † 11. Dezember 2015)

Die gebürtige Stralsunderin arbeitete und lebte seit 1953 in Osnabrück als Malerin, Lyrikerin, Modedesignerin und Autorin.
- Karl-Heinz Loui (* 23. März 1924; † 6. Januar 2012)

Der gebürtige Stralsunder war als Stadtbaudirektor in Stralsund und später als Bezirksbaudirektor des Bezirkes Rostock tätig.
- Wilhelm Nordin (* 26. April 1924; † 7. Mai 1993)

Nordin war von 1976 bis 1984 Kommandeur der Offiziershochschule „Karl Liebknecht“ in Stralsund. Er war Vizeadmiral der Volksmarine.
- Brigitte Köhler-Kliefert (* 25. September 1924; † 9. Juli 2001)

Die gebürtige Stralsunderin war Malerin und Grafikerin. Sie war Tochter des Künstlerehepaares Erich Kliefert und Mathilde Kliefert-Gießen.
- Günther Wolf (* 20. März 1925; † 3. März 2018)

Am 1. August 1983 begann Günther Wolf ein Engagement am Theater Stralsund. Er entwickelte den vorhandenen Chor bis zur Anerkennung als Singakademie am 19. März 1989. Für seine besonderen Verdienste wurde er 2005 in das Ehrenbuch der Stadt Stralsund eingetragen.
- Gerd Duwner (* 15. November 1925; † 10. Mai 1996)

Schauspieler am Stralsunder Theater.
- Heinz Perleberg (* 21. November 1925; † 19. Januar 2019 in Hamburg)

Der Sportwissenschaftler, Pädagoge und Handballtrainer wurde in Stralsund geboren.
- Günter Witt (* 19. Dezember 1925)

Sportwissenschaftler, Hochschullehrer und stellvertretender Minister für Kultur der Deutschen Demokratischen Republik.
- Curt Timm (* 29. Januar 1926; † 22. Juli 2015)

Der deutsche Schauspieler, Sprecher und Intendant war u. a. als Theaterintendant am hiesigen Theater Stralsund tätig.
- Oskar Löwenstein, eigentlich Hans-Oskar Baron Löwenstein de Witt (* 22. Juni 1926; † 2004 in Berlin)

Die Lebenserinnerungen des gebürtigen Stralsunders bildeten unter anderen die historischen Grundlagen für den Film Rosenstraße.
- Siegfried Korth (* 4. Juli 1926; † 27. Oktober 1985)

Der gebürtige Stralsunder war Maler. Er leitet an der Volkswerft einen künstlerischen Zirkel.
- Heinz-Jürgen Zierke (* 8. Juli 1926; † 23. Dezember 2015)

Der Dramaturg und Schriftsteller wirkte u. a.  am Theater Stralsund als Dramaturg.
- Georg Ewald (* 30. Oktober 1926; † 14. September 1973)

Der spätere DDR-Minister war von 1950 bis 1953 Kreisrat für Landwirtschaft und Kreistagsabgeordneter des Kreises Stralsund.
- Ursel Grohn (* 21. Februar 1927; † 2. März 2020)

Die Kunsthistorikerin war bis 1960 Direktorin der Berliner Skulpturensammlung, dann in der BRD tätig, Nachlassverwalterin von Gustav Seitz, Stiftungsgründerin, auch zur Förderung Stralsunder Projekte.
- Karl Namokel (* 9. August 1927; † 25. Juli 1988)

Der SED-Funktionär war von 1949 bis 1950 Sekretär der FDJ-Grundorganisation und bis 1951 1. Sekretär der SED-Parteiorganisation auf der Volkswerft Stralsund.
- Detlef Hegemann (* 6. November 1927; † 23. August 2011)

Der Unternehmer war geschäftsführende Gesellschafter der Hegemann-Gruppe aus Bremen, zu der die Volkswerft Stralsund gehörte.
- Manfred Schukowski (* 16. Januar 1928; † 14. März 2025 in Rostock)

Der gebürtige Stralsunder war als Lehrer sowie in der Lehrerbildung tätig und verfasste Werke zu astronomischen Uhren, so zur Uhr in St. Nikolai in Stralsund.
- Gert Gütschow (* 2. März 1928; † 10. März 2023)

War Schauspieler am Stralsunder Theater.
- Dietrich W. Prost (* 8. Juli 1928; † 3. November 2000)

Prost war seit 1951 Kantor und Organist der Marienkirche und als solcher am Wiederaufbau der Stellwagen-Orgel beteiligt.
- Sonnfried Streicher (* 4. November 1929; † 10. Juni 2022)

Der Meeresbiologe war 40 Jahre lang Leiter des Deutschen Meeresmuseums, welches er maßgeblich vom Natur-Museum zum Meeresmuseum und Aquarium umgestaltete.
- Manfred Roeder (* 6. Februar 1929; † 30. Juli 2014)

Der Politiker hatte 1998 hier für die NPD seinen Bundestagswahlkreis und erhielt 2,3 Prozent der Erststimmen.
- Hartmut Olejnik (* 8. Mai 1930)

Der Wissenschaftler war ab 1956 u. a.  für die Leitung der städtischen Stralsunder Friedhöfe zuständig. In Olejniks Verantwortung fielen die Neugestaltung und Neuanlage zahlreicher Grünanlagen Stralsunds sowie der Aufbau und die Leitung des Stralsunder Tierparks. Er ist Ehrenbürger Stralsunds.
- Peter Wieland (* 6. Juli 1930; † 2. März 2020 in Berlin)

Der Musical- und Schlagersänger, Entertainer und Musikpädagoge war einer der bekanntesten Unterhaltungskünstler in der DDR.
- Otto Mellies (* 19. Januar 1931; † 26. April 2020)

Der deutsche Schauspieler spielte u. a. in Stralsund. Am Theater Stralsund trat Mellies 1951 erstmals in Lessings »Nathan der Weise« als Tempelherr auf.
- Gottfried Kiesow (* 7. August 1931; † 7. November 2011)

Der Denkmalpfleger machte sich um die Rettung der Bausubstanz in der Altstadt verdient. Er ist Stralsunder Ehrenbürger.
- Konrad Lühder (* 17. Oktober 1931; † 2013)

Der Chemiker und Hochschullehrer forschte und publizierte auf dem Gebiet der Polymerelektrolyte.
- Dieter Birnbaum (* 21. Dezember 1931)

Der Biologe war Hochschullehrer und Rektor der Ernst-Moritz-Arndt-Universität Greifswald.
- Hans-Ulrich Bentzien (* 12. April 1934; † 19. Dezember 1987)

Der gebürtige Stralsunder war Philologe, Ethnologe und Heimatforscher.
- Hans-Helmuth Knütter (* 9. Mai 1934)

Der Politikwissenschaftler wurde in Stralsund geboren.
- Hermann Lindner (* 11. Juli 1934; † 9. November 2000)

Der Maler und Grafiker wuchs in Stralsund auf und arbeitete dort.
- Cordt Schmidt (* 17. März 1935)

Der gebürtige Stralsunder, Hochschullehrer für Elektrochemie und Galvanotechnik, war Prorektor der Technischen Hochschule Ilmenau.
- Hein-Peter Weyher (* 22. März 1935)

Der Vizeadmiral der Bundesmarine und Inspekteur der Marine wurde in Stralsund geboren.
- Harry Hardenberg (* 8. August 1935)

Der in Stralsund geborene Fotograf war in seiner Heimatstadt und in der Umgebung tätig.
- Harry Kupfer (* 12. August 1935; † 30. Dezember 2019)

Von 1958 bis 1962 Oberspielleiter am Stralsunder Theater.
- Achim Leube (* 27. Januar 1936)

Prähistoriker
- Peter Saß (* 19. August 1936; † 28. Dezember 2006)

Der gebürtige Stralsunder war Hochschullehrer von 1971 bis 2001 an der Hochschule für Wirtschaft und Politik in Hamburg.
- Susanne Scheibler (* 6. Oktober 1936; † 25. August 2003)

Schriftstellerin
- Eckart Schwerin (* 22. August 1937; † 30. April 2009)

evangelischer Theologe.
- Werner Neidhardt (* 22. Januar 1940)

Der Fußballspieler war von 1966 bis 1970 für Motor Stralsund und Vorwärts Stralsund aktiv.
- Jürgen Renn (* 10. März 1940)

Der Fußballspieler war mit Vorwärts Stralsund in den 1970er Jahren auch in der obersten Spielklasse der DDR, der Oberliga, aktiv.
- Heidi Gerhard (* 3. Januar 1941)

Sprinterin, Vize-Europameisterin (Staffel)
- Eckhard Buchholz (* 14. März 1941)

Maler und Grafiker
- Manfred Knoche (* 24. September 1941)

Der Publizistik- und Kommunikationswissenschaftler war als Hochschullehrer für Medienökonomie und Medienkonzentration an der Paris-Lodron-Universität Salzburg tätig.
- Hans Räwel (* 11. Dezember 1941; † 1. Januar 1963 in Berlin)

Der Bäcker wurde beim Versuch, durch die Spree nach West-Berlin zu schwimmen, erschossen.
- Gisela Peschke (* 23. Januar 1942; † 10. Oktober 1993)

Die Werke der Malerin sind eng mit Stralsund, Hiddensee und Umgebung verbunden.
- Günter Baltrusch (* 24. Januar 1942)

Der Fußballspieler war ab 1967 bei Vorwärts Stralsund aktiv und spielte mit dieser Manchat auch in der höchsten Spielklasse der DDR, der Oberliga.
- Falk Meyer (* 26. Januar 1942; † 27. Dezember 2019)

Der ehemalige Leitende Baudirektor war 13 Jahre lang Leiter des Wasser- und Schifffahrtsamtes Stralsund. Er ist seit 2012 Ehrenbürger von Stralsund.
- Harm Haslob (15. Februar 1942)

Der in Stralsund geborene Architekt lebte und wirkte in Bremen.
- Helmut Schühler (* 31. Oktober 1942)

Der Fußballspieler war mit Motor Stralsund in der DDR-Liga aktiv.
- Volkmar Herre (* 1943)

Der Fotograf und Verleger gestaltete zahlreiche Veröffentlichungen über die Stadt Stralsund sowie deren Geschichte.
- Hans-Christian Tappe (* 26. März 1943)

Der Maler,Schriftsteller, Illustrator und Architekt wurde in Stralsund geboren.
- Manfred Kastner (* 5. April 1943; † 3. Juni 1988)

Der Maler und Bildhauer des Surrealismus arbeitete u. a. auf der Volkswerft Stralsund, im Meeresmuseum und am Stralsunder Theater. Nach ihm wurde eine Straße benannt.
- Ulrich Egerer (* 14. April 1943)

Der Fußballspieler war von 1968 bis 1970 bei Vorwärts Stralsund aktiv.
- Christian Herwartz (* 16. April 1943; † 20. Februar 2022)

Der gebürtige Stralsunder war ein römisch-katholischer Ordenspriester, Buchautor und Blogger.
- Olaf von Schilling (* 16. September 1943; † 18. Mai 2018)

Der Lagen- und Freistilschwimmer wurde mit der bundesdeutschen Freistilstaffel Europameister.
- Dieter Schönig (* 16. Januar 1944; † 2. April 2010)

Der Fußballspieler spielte mit der Mannschaft Vorwärts Stralsund in der DDR-Oberliga.
- Harald Lastovka (* 7. August 1944; † 25. August 2016)

Der Politiker war 1990 der erste demokratisch gewählte Oberbürgermeister nach dem Beitritt der DDR zur Bundesrepublik Deutschland. Er amtierte bis 2008.
- Eberhard Witt (* 14. März 1945)

Journalist, Regisseur und Intendant.
- Günter Bräsel (* 25. Oktober 1945)

Der Fußballspieler spielte in Stralsund mit der BSG Motor in der 2. Liga.
- Heidemarie Lüth (* 24. September 1946)

Politikerin.
- Klaus-Peter Stein (* 11. November 1946; † 4. Mai 2013)

Der Fußballspieler war von 1971 bis 1972 für Vorwärts Stralsund aktiv.
- Eckhard Düwiger (* 1. Februar 1947)

Der Fußballspieler war  mit Motor Stralsund in der DDR-Liga aktiv.
- Lutz-Michael Häder (* 6. Juli 1947; † 8. November 2024)

Der Fußballspieler war von 1971 bis 1973 bei Vorwärts Stralsund auch in der Oberliga, der höchsten Spielklasse der DDR, aktiv.
- Rainer Hermus (* 9. April 1947)

Der Fußballspieler war von 1970 bis 1974 für Vorwärts Stralsund aktiv.
- Helmut Losch (* 12. Oktober 1947; † 10. Januar 2005)

Der Gewichtheber startete für die BSG Motor Stralsund.
- Gerd Brunner (* 29. November 1947)

Der Fußballspieler war von 1971 bis 1974 für Vorwärts Stralsund auch in der höchsten Spielklasse der DDR, der Oberliga, aktiv.
- Siegrid Müller-Holtz (* 1948)

Bildende Künstlerin
- Renate Wetzel (* 23. April 1949)

Volkskammer- und Landtagsabgeordnete (SED, PDS)
- Ludwig Posorski (* 28. Oktober 1949)

Der Fußballspieler war von 1971 bis 1974 für Vorwärts Stralsund aktiv.
- Udo Haß (* 22. Dezember 1949)

Der Fußballspieler war 1970 bei Vorwärts Stralsund aktiv.
- Gerd Schellhase (* 13. Februar 1950)

Der Fußballspieler war von 1971 bis 1973 bei Vorwärts Stralsund aktiv.
- Peter Zierau (* 25. Februar 1950)

Der Fußballspieler war von 1969 bis 1971 bei Vorwärts Stralsund aktiv.
- Werner Schorrig (* 14. Juni 1950)

Der Fußballspieler war von 1970 bis 1973 bei Vorwärts Stralsund aktiv.
- Wolf-Dieter Skodowski (* 16. Oktober 1950)

Der Brigadegeneral des Heeres der Bundeswehr wurde in Stralsund geboren.
- Heinz-Gerold Manschus (* 25. November 1950)

Der Fußballspieler war bei Vorwärts Stralsund auch in der Oberliga, der höchsten Spielklasse der DDR, aktiv.

### 1951 bis 2000

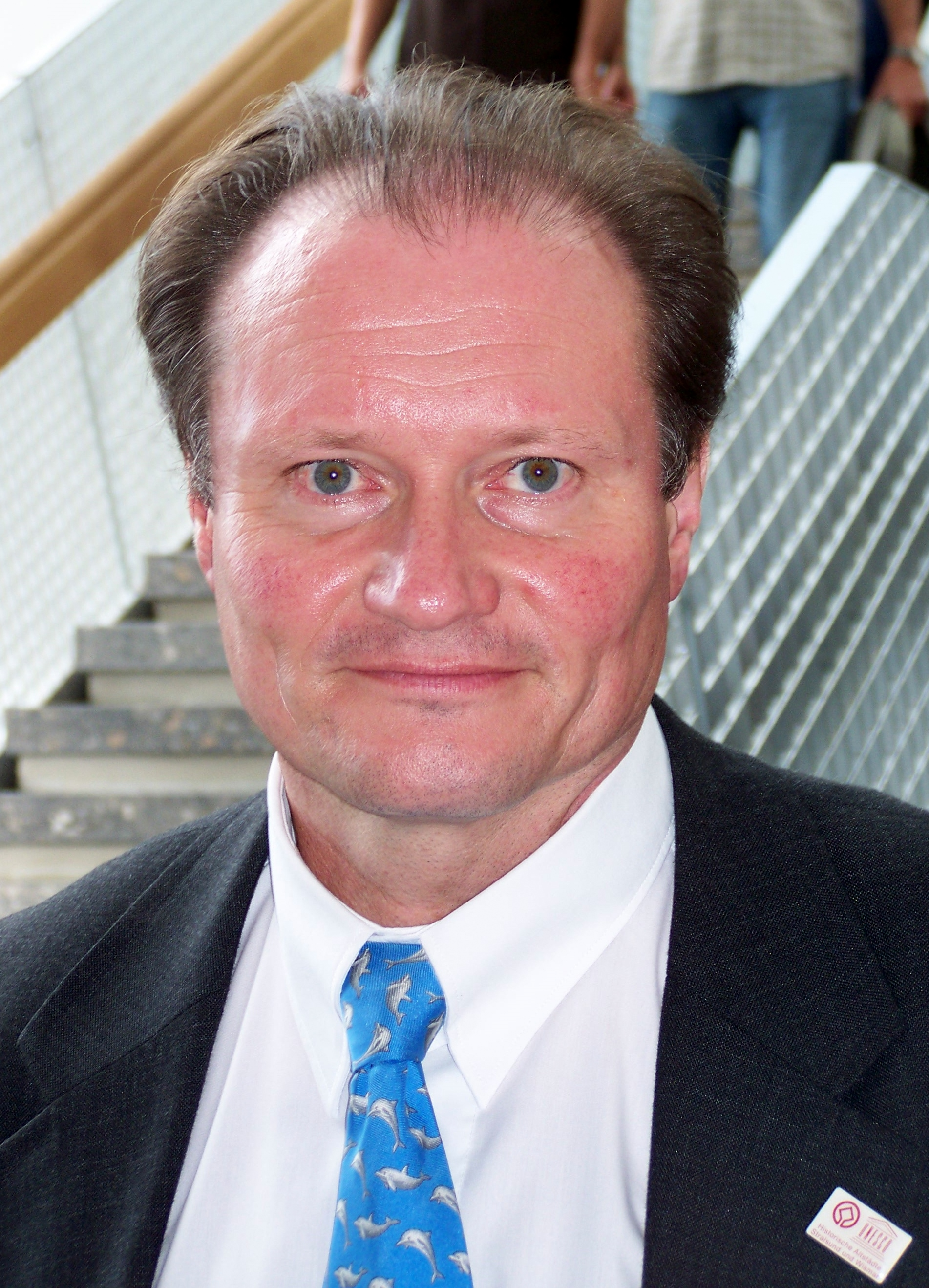
Harald Benke im Ozeaneum Stralsund

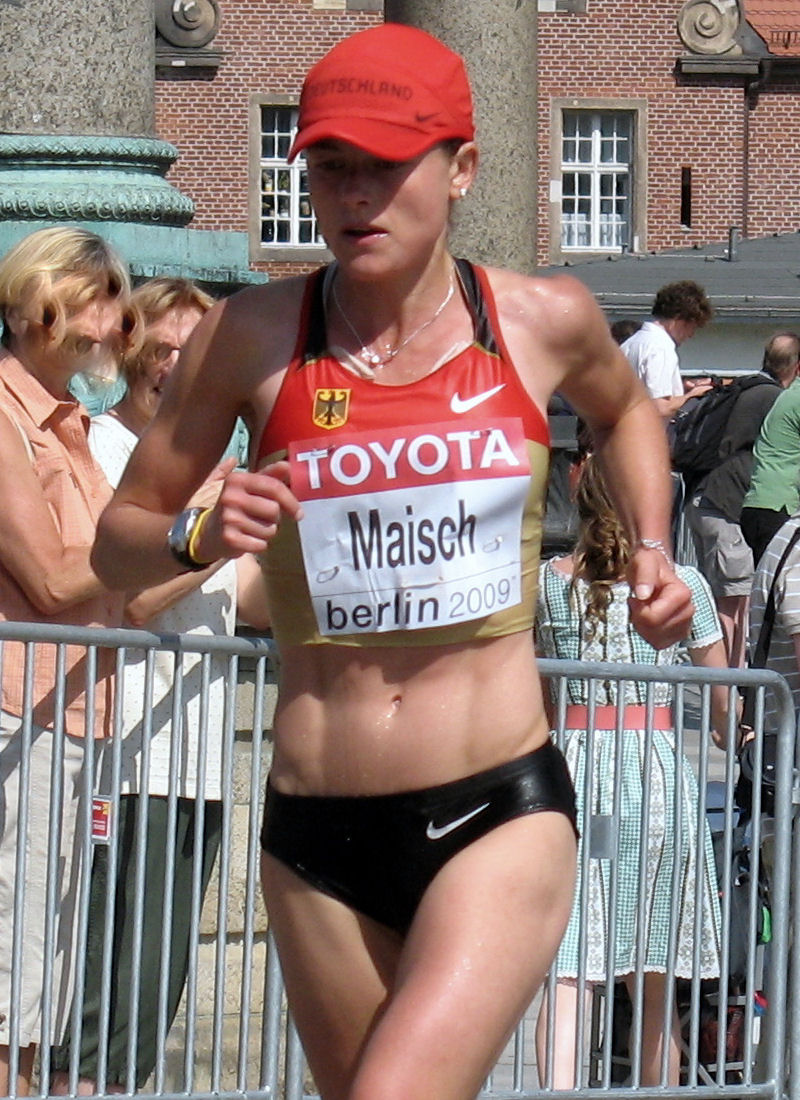
Ulrike Maisch (2009)

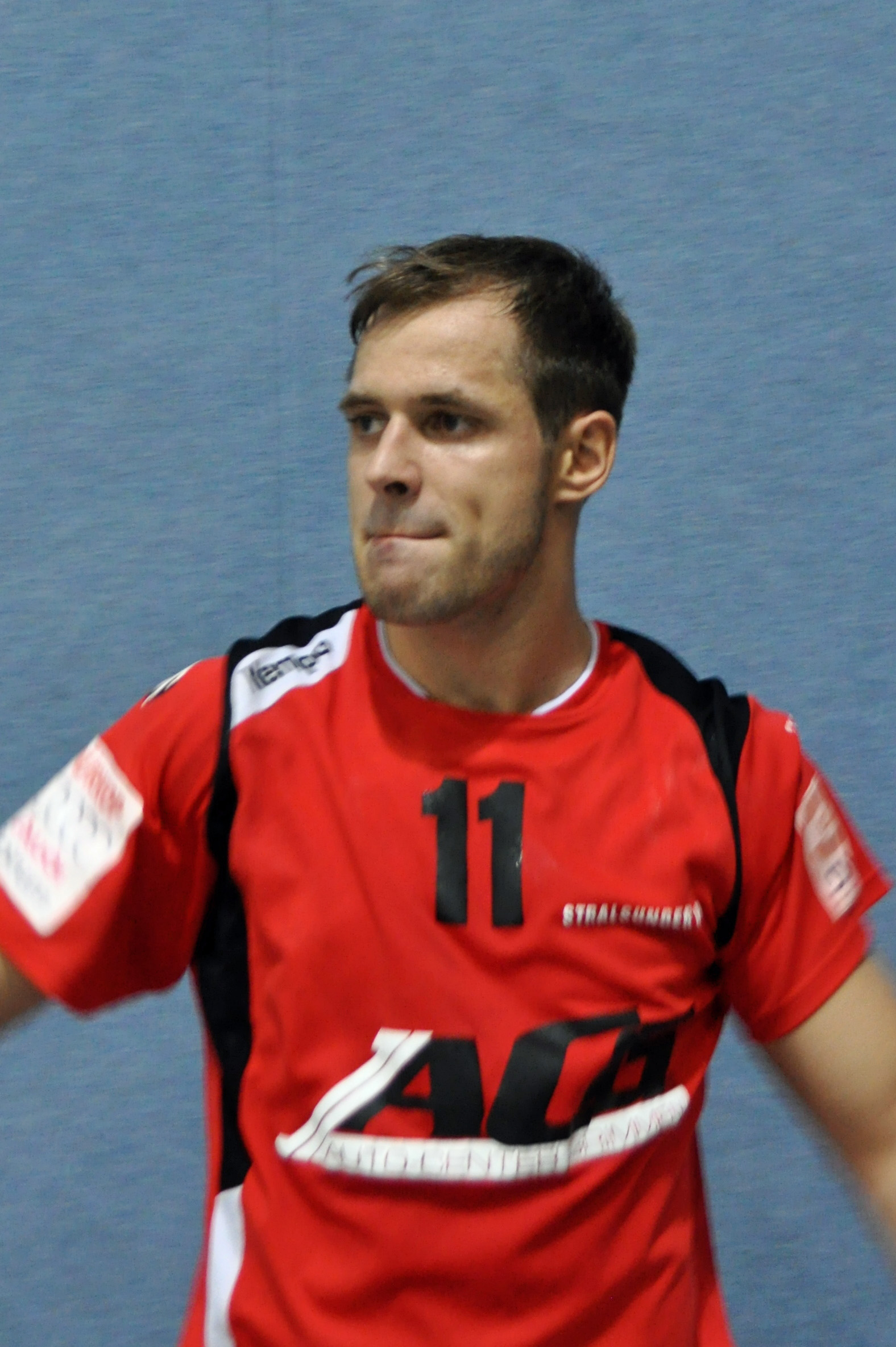
Martin Brandt (2013)

- Eva-Maria Fastenau (* 9. Mai 1951)

In Stralsund geboren, leitet die Schauspielerin und Kabarettistin das Kabarett Fettnäppchen in Gera.
- Jürgen Hamel (* 6. Juni 1951)

Der gebürtige Stralsunder ist Astronomiehistoriker, Fachautor und Herausgeber.
- Heide Schwochow (* 1953)

Drehbuchautorin
- Jürgen Heuser (* 13. März 1953)

Der national für die BSG Motor Stralsund bzw. international für die Deutsche Demokratische Republik startende Gewichtheber war 1978 Weltmeister im Superschwergewicht und wurde bei den Olympischen Spielen in Moskau Zweiter.
- Sabine Lange (* 20. Juni 1953)

Die Schriftstellerin und Herausgeberin wurde in Stralsund geboren.
- Hans-Joachim Lück (* 22. Juni 1953)

Der Ruderer und Olympionike wurde in Stralsund geboren.
- Lothar Kosz (* 30. September 1953)

Der Fotograf wurde in Stralsund geboren.
- Hartmut Schmidt (* 30. Oktober 1953).

Der in Stralsund geborene Fußballer spielte für Vorwärts Stralsund in der DDR-Oberliga.
- Marianne Beese (* 25. November 1953)

Die gebürtige Stralsunderin ist Historikerin, Literaturwissenschaftlerin und Schriftstellerin.
- Rüdiger Kaschke (* 24. April 1954)

Der Fußballspieler war in den 1970er Jahren für Vorwärts Stralsund auch in der Oberliga, der höchsten Spielklasse der DDR, aktiv.
- Angela Merkel (* 17. Juli 1954)

Die Politikerin (CDU) besetzte von 1990 bis 2021 für die CDU den Bundestagswahlkreis Vorpommern-Rügen – Vorpommern-Greifswald I und war deutsche Bundeskanzlerin.
- Hans-Uwe Bauer (* 26. August 1955)

Der Schauspieler wurde in Stralsund geboren.
- Harald Benke (* 2. Oktober 1955)

Der Meeresbiologe war von 1995 bis 2021 Direktor des Deutschen Meeresmuseums, des meistbesuchten Museums in Norddeutschland.
- Doris Gluth (* 19. Dezember 1955)

Die Mittelstreckenläuferin, die in den 1970er Jahren für die DDR startete, wurde in Stralsund geboren.
- Regina Nehmzow (* 1956)

Die Historikerin und Archivarin war von 2009 bis 2012 Direktorin des Stadtarchivs Stralsund.
- Stefan Rehberg (* 1956)

Der Schauspieler und Hörspielsprecher wurde in Stralsund geboren.
- Uwe Lummitsch (* 21. Februar 1956; † 21. April 1988)

Uwe Lummitsch war ein Dichter.
- Uwe Bloch (* 2. September 1956)

Der Fußballspieler war 1983 auch für Vorwärts Stralsund aktiv.
- Norbert Henke (* 17. Oktober 1956)

Als Handballtrainer führte Norbert Henke den Stralsunder HV in die Bundesliga.
- Bernd Wunderlich (* 24. Februar 1957)

Der gebürtige Stralsunder spielte bei Vorwärts Stralsund Fußball.
- Bernd Köhler (* 3. April 1957)

Der Fußballspieler war von 1982 bis 1984 bei Vorwärts Stralsund aktiv.
- Dietmar Bartsch (* 31. März 1958)

Der gebürtige Stralsunder ist Politiker (Die Linke).
- Jürgen Suhr (* 9. April 1959)

Der deutsche Politiker (FDP, Bündnis 90/Die Grünen) ist Fraktionsvorsitzender des Forums Kommunalpolitik in der Stralsunder Bürgerschaft und war Mitglied des Landtags Mecklenburg-Vorpommern.
- Janine Strahl-Oesterreich (* 17. Mai 1959)

Die Fernsehmoderatorin, Autorin, Interpretin, Übersetzerin und Dolmetscherin wurde in Stralsund geboren.
- Kerstin Kaiser (* 16. Juli 1960)

Die in Stralsund Geborene ist Politikerin der Partei Die Linke.
- Thomas Nitz (* 21. August 1960)

Der gebürtige Stralsunder ist Politiker (CDU).
- Fred Krohn (* 21. März 1961)

Krohn spielte mit Motor Stralsund Fußball in der DDR-Liga.
- Bernd Arnholdt (* 5. Oktober 1961)

Der Fußballspieler war von 1987 bis 1989 bei Vorwärts Stralsund aktiv.
- Andreas Behm (* 28. November 1962; † 27. Dezember 2021)

Der international erfolgreiche deutsche Gewichtheber startete für den TSV 1860 Stralsund.
- Kirsten Spott (* 25. Juni 1963)

Die Schriftstellerin und Pädagogin wurde in Stralsund geboren.
- Sonja Steffen (* 22. Oktober 1963)

Die Rechtsanwältin aus Stralsund war Abgeordnete des Deutschen Bundestags.
- Axel Möller (* 9. April 1964)

Der gebürtige Stralsunder ist vor allem als Betreiber einer rechtsextremen Website bekannt geworden.
- Silke Möller (* 20. Juni 1964)

Die gebürtige Stralsunderin war eine Weltklasse-Sportlerin.
- Maik Wendorf (* 6. Januar 1965)

Der Fußballspieler war in den 1980er Jahren bei Vorwärts und Motor Stralsund aktiv.
- Tim Wilde (*  20. Februar 1966)

Der Schauspieler wurde in Stralsund geboren und lernte hier Heizungsmonteur.
- Ines Krüger (* 21. August 1966)

Die gebürtige Stralsunderin ist eine ehemalige Fernsehmoderatorin, die das ARD-Boulevardmagazin Brisant bekannt wurde.
- Hilmar Weilandt (* 29. September 1966)

Der gebürtige Stralsunder war Fußballspieler bei Hansa Rostock.
- Torsten Peplow (* 30. September 1966)

Der gebürtige Stralsunder spielte Fußball bei der BSG Motor Stralsund und bestritt mit der ASG Vorwärts die DDR-Liga-Spielzeiten 1986 bis 1989.
- Silke „Silla“ Gnad (* 20. November 1966)

Ehemalige Handballspielerin.
- Karsten Neumann (* 24. Dezember 1966)

Der gebürtige Stralsunder war ab 2004 Landesdatenschutzbeauftragter Mecklenburg-Vorpommerns.
- Ulf Ciechowski (* 4. Januar 1967)

Ulf Ciechowski spielte Fußball bei Vorwärts Stralsund und anschließend beim TSV 1860 Stralsund in der DDR-Liga.
- Sebastian M. Schmidt (* 6. Juni 1967)

Der in Stralsund geborene und in Greifswald aufgewachsene Physiker und Wissenschaftsmanager ist Wissenschaftlicher Direktor des Helmholtz-Zentrums Dresden-Rossendorf.
- Steffen Große (* 4. Oktober 1967)

Der gebürtige Stralsunder ist Politiker.
- Ralph Sonntag (* 1968) Der Betriebswirtschaftler, Wirtschaftsinformatiker und Wissenschaftsmanager ist seit März 2023 Rektor der Hochschule Stralsund.

- Michael Philippen (* 8. Mai 1968)

Der Handballtrainer und ehemalige Handballspieler ist seit 2009 Fraktionsvorsitzender der Fraktion Bürger für Stralsund (BfS) in der Stralsunder Bürgerschaft.
- Karsten Blumenthal (* 24. Mai 1968)

Der gebürtige Stralsunder ist Fernsehmoderator.
- Enrico Komning (* 6. August 1968)

Der gebürtige Stralsunder ist Politiker (Schill, FDP, AfD) und seit 2017 Mitglied des Bundestags.
- Carsten Embach (* 12. Oktober 1968)

Embach ist ein ehemaliger deutscher Bobfahrer und aktueller Bobtrainer.
- Juliane von Fircks (* 1969)

Die gebürtige Stralsunderin ist eine Kunsthistorikerin mit Forschungsschwerpunkt im Bereich Skulptur und Textilien des Mittelalters.
- Tim Stolzenburg (* 1969)

Stolzenburg ist ein erfolgreicher Violoncellist. Er studierte in Weimar und Hamburg und unterrichtete in Südkorea im Fach Violoncello. Er spielt u. a. im „Liszt-Trio Weimar“.
- Kay Skerra (* 1971)

Der gebürtige Stralsunder ist ein Filmkomponist, unter anderem für die Musik von Hai-Alarm auf Mallorca und Alarm für Cobra 11 – Die Autobahnpolizei verantwortlich.
- Nadja Uhl (* 23. Mai 1972)

Die gebürtige Stralsunderin ist Schauspielerin am Theater und im Fernsehen.
- Petra Maier (* 22. August 1972)

Die Ingenieurwissenschaftlerin war von 2018 bis 2023 Rektorin der Hochschule Stralsund.
- Enrico Ney (* 23. Juli 1973)

Der gebürtige Stralsunder war Handballtorwart u. a. beim Stralsunder HV.
- Alexander Badrow (* 25. Oktober 1973)

Der aus Sachsen stammende Badrow ist seit Oktober 2008 Oberbürgermeister Stralsunds.
- Sven Staffeldt (* 29. Juni 1974)

Germanist
- Ronald Bahr (* 29. Oktober 1974)

Handballspieler
- Daniel Simon (* 1975)

Der Automobildesigner stammt gebürtig aus Stralsund.
- Merit Zloch (* 1975)

Die Harfenspielerin stammt aus Stralsund.
- Ulrike Maisch (* 21. Januar 1977)

Die gebürtige Stralsunderin ist Leichtathletin und wurde 2006 Marathoneuropameisterin.
- Benny Lindt (* 21. September 1978)

Der gebürtige Stralsunder ist Handballspieler. Er spielte u. a. beim Stralsunder HV.
- Jürgen Brähmer (* 5. Oktober 1978)

Der gebürtige Stralsunder ist als Profi-Boxer aktiv.
- Tim Ehlert (* 1978)

Der gebürtige Stralsunder ist Theater- und Filmschauspieler.
- Ariane Grundies (* 24. Dezember 1979)

Die gebürtige Stralsunderin ist Schriftstellerin.
- Oliver Kluck (* 1980)

Der gebürtige Rüganer wuchs in Stralsund auf. Er ist Schriftsteller und Dramatiker.
- Danny Anclais (* 1. April 1980)

Der gebürtige Stralsunder ist Handballspieler.
- Steffen Birkner (* 1. Juni 1980)

Der gebürtige Stralsunder ist Handballtrainer.
- Eric Koreng (* 16. Mai 1981)

Der gebürtige Stralsunder ist Beachvolleyballspieler.
- Claudia Müller (* 10. August 1981)

Die Politikerin von Bündnis 90/Die Grünen ist Bundestagsabgeordnete und in Stralsund kommunalpolitisch tätig.
- Frank Wahl (* 18. August 1981)

Der ehemalige Handballspieler war unter anderem für den Stralsunder HV aktiv und ist nach Beendigung der aktiven Karriere als Präsident dieses Vereins tätig.
- Enrico Gaede (* 31. Januar 1982)

Der gebürtige Stralsunder ist Fußballspieler. Er begann seine Karriere beim FC Pommern Stralsund.
- Markus Dau (* 13. Februar 1982)

Der gebürtige Stralsunder war als Handballspieler u. a. beim Stralsunder HV unter Vertrag.
- Christoph Vetter (* 20. März 1982)

Der Handballspieler spielte u. a. beim Stralsunder HV.
- Ivo Töllner (* 9. April 1982)

Der gebürtige Stralsunder war als Handballspieler u. a. beim Stralsunder HV tätig.
- Olaf Seegert (* 18. April 1982)

Der gebürtige Stralsunder ist Handballspieler. Er spielte u. a. beim Stralsunder HV.
- André Genz (* 22. April 1983)

Der gebürtige Stralsunder ist Handballspieler. Er spielte u. a. beim Stralsunder HV.
- Olaf Abshagen (* 26. April 1983)

Der gebürtige Stralsunder ist Handballspieler. Er spielte u. a. beim Stralsunder HV.
- Anne Krohn (* 19. November 1983)

Die gebürtige Stralsundern ist Volleyball- und Beachvolleyballspielerin.
- Marcel Gerds (* 8. Dezember 1983)

Der gebürtige Stralsunder ist Steuerberater und Chefredakteur.
- Martin Hoffmann (* 8. September 1984)

Der gebürtige Stralsunder ist Handballspieler.
- Robby Behm (* 9. Dezember 1986)

Der Gewichtheber startet für den TSV 1860 Stralsund.
- Testo (* 1988)

Der Rapper Testo  (bürgerlich: Hendrik Bolz), Teil des Duos Zugezogen Maskulin, verbrachte seine Jugend in Stralsund. In einigen Texten und seinem Buch bezieht er sich darauf.
- Tobias Busch (* 15. Mai 1988)

Der gebürtige Stralsunder ist Speedway-Fahrer und gewann 2015 mit dem MC Nordstern Stralsund die deutsche Mannschafts-Meisterschaft.
- Uwe Kalski (* 4. Juli 1988)

Handballspieler und -trainer
- Pia Marxkord (* 15. Oktober 1988)

Die gebürtige Stralsunderin war Fußballspielerin beim Bundesligisten VfL Wolfsburg.
- Eric Hoffmann (* 5. Mai 1989)

Der gebürtige Stralsunder spielt Handball beim Stralsunder HV.
- Christian Schwerin (* 4. Juni 1989)

Handballspieler
- Laura Lehnhardt (* 20. Juni 1989)

Die gebürtige Stralsunderin war als Schauspielerin in Nebenrollen der ZDF-Serien Unser Charly und Hallo Robbie! tätig.
- Claudia Schiwy (* 15. Juli 1989)

Die beim Stralsunder RC trainierende Ruderin wurde 2007 im deutschen Doppelvierer Junioren-Weltmeisterin.
- Martin Brandt (* 11. November 1989)

Der gebürtige Stralsunder ist Handballspieler und spielt beim Stralsunder HV.
- Elisa Raus (geboren 1990 oder 1991)

Die Pressesprecherin und Biersommelière der Störtebeker Braumanufaktur gewann im Jahr 2019 als erste Frau die Weltmeisterschaft der Biersommeliers.
- Danny Wieck (* 6. November 1991)

Schwimmsportler im Rettungsschwimmen, Welt- und Europameister
- Nils Quaschner (* 22. April 1994)

Der gebürtige Stralsunder ist Fußballspieler. Er spielte bei Pommern Stralsund und Hansa Rostock.
- Lene Scheuschner (* 12. Juli 1996)

Die gebürtige Stralsunderin ist Volleyballspielerin. Sie spielte u. a. beim 1. VC Stralsund.
- Mareille Merck (* 1996)

Die gebürtige Stralsunderin ist Jazzmusikerin und lebt heute in der Schweiz.

### Unbekannt
- Matthias Pech

Der Kirchenmusiker ist Organist an St. Nikolai (siehe dort).

## 21. Jahrhundert
- Ariel Hukporti (* 12. April 2002)

Hukporti wurde in Stralsund geboren, er ist als Profi-Basketballer in der National Basketball Association aktiv.